# Primer gobierno de Fernando Belaúnde
El primer gobierno de Fernando Belaúnde Terry se inició el 28 de julio de 1963 y culminó con el golpe de Estado de Juan Velasco Alvarado el 3 de octubre de 1968.
Este gobierno sufrió una atosigante oposición parlamentaria, de parte de los miembros del APRA y del UNO, que formaron una Coalición para dejar en minoría a los representantes del gobierno. Esa oposición bloqueó los intentos de reforma del gobierno y censuró a varios ministros. Se produjeron además algunos levantamientos de campesinos y brotes guerrilleros en zonas andinas afectadas por la pobreza y la opresión de los terratenientes y que reprimió rápidamente con ayuda del ejército. 
Durante los primeros años de este gobierno, se vivió una época de notable bonanza económica, lo que se reflejó en la realización de una serie de grandes obras de infraestructura tendientes a mejorar la existente dejada por sus predecesores, pero financiadas principalmente a base de créditos externos. Luego sobrevino la crisis, que se manifestó con la brusca devaluación de la moneda en septiembre de 1967, en un 40%. El descontento popular aumentó aún más al destaparse la comisión de algunos casos de contrabando de los que miembros del gobierno presuntamente se habían beneficiado.
La estocada final a este gobierno sucedió cuando encaró el viejo problema con la International Petroleum Company (IPC), que durante décadas se había negado a pagar los tributos correspondientes a la explotación de los yacimientos petrolíferos de La Brea y Pariñas. El gobierno firmó con la IPC el Acta de Talara (agosto de 1968), por el cual dichos yacimientos pasaban al Estado; a cambio, la IPC conservaba la refinería de Talara, la exclusividad en la compra del petróleo crudo y el monopolio de la distribución de combustible. Estalló entonces el escándalo de la "Página Once", una supuesta página del contrato de la venta de petróleo crudo a la IPC, que se dijo que había sido desaparecida intencionalmente para ocultar el precio muy por debajo del mercado con que el Estado supuestamente beneficiaba a dicha compañía. Esto sirvió de pretexto para que un grupo de oficiales del ejército encabezados por el general Juan Velasco Alvarado dieran un golpe de Estado poco después, acusando al gobierno de “entreguismo”.

## Coyuntura Previa

### Un gobierno entre dos golpes
Finalizando el segundo gobierno de Manuel Prado Ugarteche (1956-1962), se convocaron a elecciones generales. Verificados los escrutinios, estos demostraron que la votación se había repartido principalmente entre tres candidatos: Víctor Raúl Haya de la Torre (Partido Aprista Peruano), Fernando Belaúnde Terry (Acción Popular) y Manuel A. Odría (Unión Nacional Odriista). Ninguno de ellos llegaba al tercio de los votos totales que la Constitución exigía para ser proclamado presidente.  La elección del presidente se trasladó entonces al nuevo Congreso, donde las bancadas aprista y odriísta se aliaron y se pusieron de acuerdo para elegir a Odría. Pero el Comando Conjunto de las Fuerzas Armadas no aceptó esa transacción y dio al gobierno un ultimátum para que anulara las elecciones, arguyendo serias deficiencias en el proceso electoral orientadas al fraude, denunciadas por uno de los candidatos, Beláunde. Como el presidente Prado se negó a ello, fue derribado por los militares, que constituyeron una Junta Militar de Gobierno (1962-1963) y anularon las elecciones, convocando a otras.
Los militares realizaron el golpe de Estado «no solo por las tradicionales enemistades que existían entre la situación castrense y el APRA, sino también porque ambos candidatos [Haya y Odría] representaban anacrónicos intereses dominantes, contrarios a la realización de reformas estructurales propugnadas por la doctrina de seguridad nacional.»
La estructura de la propiedad agraria y el capital extranjero fueron parte del debate político de este periodo. Por un lado, el continuismo de la oligarquía estaba representado por el APRA y Odría, mientras que las tendencias reformistas eran representadas por Belaúnde, el Ejército y la Iglesia. Ciertamente, existían presiones tanto internas como externas para la realización de dichas reformas. El gobierno militar tuvo la voluntad de efectuar los cambios estructurales, sin embargo, las contradicciones internas, las presiones del gobierno estadounidense y la movilización de distintos sectores de la sociedad llevaron al Ejército a dejar a un lado sus planes para convocar a elecciones para 1963.
Visto de forma amplia y generalizada, el Ejército parecía haber delegado las reformas estructurales a Belaúnde que, si bien era considerado reformista, no tenía la tendencia autoritaria del Ejército. Durante el período de Belaúnde dichos cambios estructurales no se efectuaron y de esta manera, para un gran sector de la población (incluido el Ejército), se comprobaba que el reformismo, bajo un régimen democrático y en articulación con el empresariado nacional, eran incapaces de realizar las reformas estructurales necesarias para el desarrollo capitalista. En 1968 las Fuerzas Armadas, más específicamente un grupo de coroneles del Ejército formados en el CAEM, decidieron tomar la batuta: el 3 de octubre dieron un golpe de Estado e instauraron el Gobierno Revolucionario de la Fuerza Armada.

### Ascenso al poder

#### Elecciones de 1963
La Junta Militar cumplió con convocar a elecciones para el día 9 de junio de 1963. Como en 1962, Víctor Raúl Haya de la Torre, Manuel A. Odría y Fernando Belaúnde Terry fueron los tres principales candidatos, representando al APRA (Partido Aprista Peruano), UNO (Unión Nacional Odriista)  y AP (Acción Popular), respectivamente.
La UNO utilizó el ataque contra el APRA como el eje central de su estrategia. Sin embargo, esto resultaba poco efectivo tras el pacto entre Odría y el APRA en 1962. Por su parte, el APRA había escogido internamente a Haya de la Torre como candidato tras haber superado a Manuel Seoane Corrales, quien era crítico de la alianza que había sostenido su partido con la oligarquía. Gran parte de la población compartía esta crítica y consideraba que el golpe de 1962 se había efectuado producto del rechazo a la alianza entre la UNO y el APRA. En este contexto, el programa de reformismo gradual de Belaúnde resultó ser más atractivo. Acción Popular (AP) estableció una alianza con la Democracia Cristiana (DC). Mediante esta, DC se comprometió a no presentar candidato presidencial para las elecciones a cambio de algunos puestos ministeriales. Los resultados de las elecciones se muestran a continuación:
| Elecciones Presidenciales 1963                         |                           |                               |                               |
| Organización Política                                  | Total de Votos            | Porcentaje de votos válidos   | Porcentaje de votos emitidos  |
| Fernando Belaúnde Terry (Acción Popular)               | 708 662                   | 39,054 %                      | 35,262%                       |
| Víctor Raúl Haya de la Torre (Partido Aprista Peruano) | 623 501                   | 34,361 %                      | 31,904%                       |
| Manuel A. Odría (Unión Nacional Odriista)              | 463 085                   | 25,520 %                      | 23,696%                       |
| Mario Samamé Boggio (Unión del Pueblo Peruano)         | 19 320                    | 1,065 %                       | 0,989 %                       |
| Votos blancos                                          | 93 661                    |                               | 4,793 %                       |
| Votos Nulos                                            | 46 055                    |                               | 2,537 %                       |
| Total de mesas: 0                                      | Total de mesas: 0         | Total de electores: 2 070 718 | Total de electores: 2 070 718 |
| Votos emitidos: 1 954 284                              | Votos emitidos: 1 954 284 | Participación: 94, 380 %      | Participación: 94, 380 %      |

Fuente: Adaptado por Pease y Romero (2013). Datos obtenidos del Jurado Nacional de Elecciones, Resultados electorales. INFOgob.
Tras la elección, el panorama para Belaúnde resultaba complicado. Belaúnde se había comprometido a llevar a cabo una serie de reformas que respondían a intereses de grupos como los agricultores y la clase media, lo cual debía hacer con la oposición de la coalición APRA-UNO en el Congreso y la vigilancia de las Fuerzas Armadas. A continuación se muestra la configuración parlamentaria en 1963:
| Configuración Parlamentaria de 1963 |           |           |
| Partido                             | Senadores | Diputados |
| AP-DC                               | 20        | 50        |
| APRA                                | 18        | 58        |
| UNO                                 | 7         | 27        |
| Otros                               | 5         | 5         |
| Total                               | 50        | 140       |

Fuente: Elaboración de Pease y Romero (2013) sobre la base de García Belaunde, V.A. (1988).

#### Toma de Mando

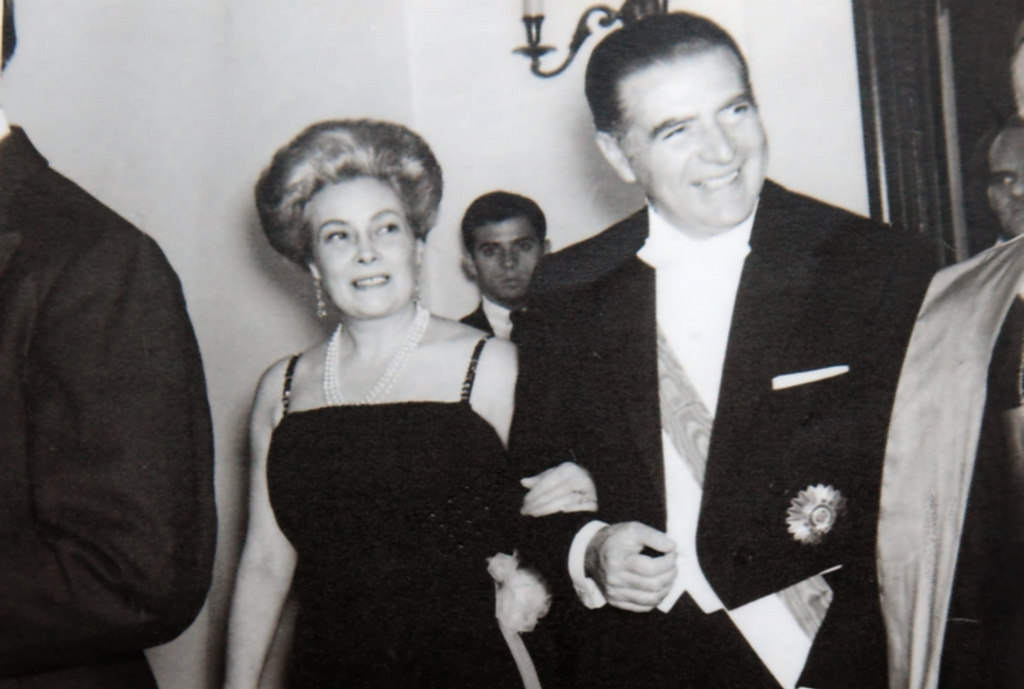
Belaúnde Terry y Ana Coll de Zepeda en 1963.

El 27 de julio de 1963, en el Congreso de la República fueron elegidos los presidentes de las dos cámaras. En el senado ganó el senador odriísta Julio de la Piedra y en la cámara de diputados el aprista, Fernando León de Vivero. 
El 28 de julio de 1963 se iniciaron los actos tradicionales de la transmisión de poderes con una solemne misa y Te Deum realizada por el arzobispo de Lima, Juan Landázuri Ricketts. Luego de ello, en el Congreso de la república se inició una sesión de las dos cámaras en donde se leyó el acta de la independencia y se formaron las comisiones encargadas de invitar al congreso al gobierno saliente y al nuevo mandatario.
Por la tarde del mismo día se dio la ceremonia de asunción en el Palacio Legislativo.  El Presidente del Congreso, Julio de la Piedra, impuso a Belaúnde la banda presidencial; seguido de ello, juramentó el primer vicepresidente Edgardo Seoane. En la ceremonia estuvieron presentes representantes de 41 estados, entre los que destacó el Secretario General de la OEA, José Antonio Mora; el presidente del Banco Interamericano de Desarrollo, Felipe Herrera, el vicepresidente nicaragüense, Silvio Argüello Cardenal; el ministro de Información y Turismo de España, Manuel Fraga; los ministros de relaciones exteriores de Argentina, Bolivia, Brasil y Haití; el senador de Estados Unidos, Wayne Morse.
Belaúnde dirigió un mensaje ante el Congreso de la República, en el cual anunció medidas gubernamentales como la convocatoria a comicios ediles para hacer que la democracia directa llegase a todos los pueblos del Perú. Asimismo, anunció un plan de viviendas para atender a miles de peruanos sin casa y también como motor de desarrollo de la economía. Otro anuncio importante fue el del inicio de un plan vial de carreteras que daría nacimiento a la Carretera Marginal.
A las seis de la tarde, Belaúnde tomó juramento a los miembros de su gabinete, presidido por Óscar Trelles Montes. Terminada la ceremonia, Belaúnde convocó a elecciones municipales; en algún momento, en medio de la crisis que se debatía su gobierno, llegó a decir que solo le gustaría ser recordado por haber recuperado la elección popular de los municipios.

## Aspecto político

### Alianza AP-DC
Fernando Belaúnde Terry, líder de Acción Popular (AP) ganó las elecciones aliado con la Democracia Cristiana (DC). En el Congreso, los representantes de ambos partidos se unieron para contrarrestar la Coalición de apristas y odriístas, y adoptaron el nombre de la ALIANZA. La DC era en realidad un partido pequeño, de reciente fundación, que había obtenido un magro porcentaje de votos en 1962, pero que tuvo la habilidad de aliarse en 1963 con AP y así se las ingenió para obtener senadurías y diputaciones, que no habría podido conseguir presentándose de manera individual en las elecciones. También recibieron algunos puestos ministeriales.
A Acción Popular, por su reciente conformación, algunos lo consideraban una federación de independientes, en contraste con la disciplina aprista cuajada en varias décadas de clandestinidad. También la Democracia Cristiana era de reciente fundación y se caracterizaba por una doctrina reformista más radical postulada por su líder Héctor Cornejo Chávez.

### Coalición APRA-UNO
Los oponentes de Belaúnde, Odría y Haya de la Torre, dejando de lado sus diferencias ideológicas y los agravios mutuos, formaron una coalición para obstaculizar desde el parlamento la tarea del gobierno. Es conocida como la Coalición APRA-UNO. Esta coalición ya no resultaba tan sorpresiva considerando que ambos grupos se habían aliado anteriormente en el Pacto de Monterrico para permitir la convivencia durante el gobierno de Prado. También se habían aliado para escoger a Odría como Presidente en 1962. 
La coalición APRA-UNO se dio en un escenario favorable para estos dos partidos. Por un lado, ambas bancadas en el Congreso formaban una mayoría incontrastable y, por otro, tenían el control de ambas cámaras del Parlamento, por lo que pasar una reforma o ley era imposible sin la aprobación de estos partidos. Es así que, al contrario de la Alianza del partido de gobierno con el DC, la Coalición se caracterizó por ser premeditada, para servir de oposición para toda demanda de presupuesto o proyecto de ley que sea propiciado por el Ejecutivo o los parlamentarios del AP o del DC.
Por otra parte, esta lucha política se vio agravada por problemas económicos creados tanto por Belaúnde como por sus rivales políticos. En este contexto, se embarcó al país en grandes proyectos de obras públicas sin tener los recursos necesarios para financiarlos. Ambos bandos compitieron entre sí por gastar más y autorizar más gastos. En más de una ocasión, el Parlamento impulsó y aprobó proyectos, pero a la vez bloqueó cualquier intento de reforma tributaria para financiarlos. A medida que empeoraba la situación económica nacional, la posición de Belaúnde se volvía más precaria.

### La oposición de la Coalición
Fue así como, desde el parlamento, la Coalición APRA-UNO hizo una desenfrenada oposición que se limitó más que nada a interpelar y censurar ministros, obligando al cambio de gabinete en varias ocasiones y censurando a 94 ministros en los cinco años que duró el gobierno.
Asimismo, la Coalición frenó el impulso reformador del gobierno, por lo que a la inestabilidad política se sumaría la económica y social. Así, cuando debido a las recientes crisis sociales en el interior del país, la necesidad de una reforma agraria se hacía indispensable, se presentó una ley de reforma agraria, impulsada desde las bancadas de AP y DC, que fue muy discutida en el Congreso y fue duramente criticada por la Coalición APRA-UNO. De esta manera, la Coalición apro-odriísta, se opuso a las reformas del partido de Gobierno, sobre todo a la reforma agraria y a la presencia de capital extranjero en la actividad petrolera. 
Sin embargo, no siempre hubo un enfrentamiento en cada materia que se discutía en el Congreso. Este dio una autorización de 60 días para que el Ejecutivo pudiera arreglar la situación con la International Petroleum Company (IPC), la cual tuvo apoyo aprista. Aun así, no se puede afirmar que hubo una alianza con el gobierno en este tema, debido a los costos políticos que suponían para el APRA en miras a la próxima elección. Hubo muchas posiciones dentro de este partido con respecto a dicho tema, lo que explica que hubiera una «ambivalencia en la actitud del Apra, que se reflejó en una falta de claridad en los asuntos públicos del partido respecto el asunto de la IPC».

### Elecciones Municipales de 1963 y 1966
Los primeros comicios municipales se habían llevado a cabo en 1922. No obstante, estos fueron anulados por Leguía, y los sucesores de este nunca volvieron a convocar a elecciones municipales. Las autoridades ediles siguieron siendo elegidas por juntas de notables, pese a que la Constitución de 1933 estableció la elección por voto popular.
Esta situación cambiaría en 1963 con la aprobación de la Ley N.º 14669, de noviembre de 1963, con lo cual Belaúnde cumplía con una de sus promesas electorales: restituir las elecciones municipales, para que los ciudadanos eligieran con su voto a los alcaldes y regidores a nivel de concejos distritales y provinciales. 
De esta manera, el gobierno restableció las elecciones municipales, que fueron programadas para el 16 de diciembre de 1963, en las cuales se reflejó la confrontación por el poder que ya existía entre el Ejecutivo y el Legislativo. A grandes rasgos, la Coalición (APRA-UNO) ganó en el norte, en tanto que la Alianza (Acción Popular más Democracia Cristiana) ganó en el sur. En Lima, primer municipio de la República, Luis Bedoya Reyes, candidato de la Alianza, venció a María Delgado Romero, la esposa del expresidente y candidata de la Coalición. Fue una de las primeras campañas televisadas de la historia. Según cálculos extraoficiales, la Alianza obtuvo en cifras globales 662.851 votos (46.6%), y la Coalición 630.586 votos (44.4%). La extrema izquierda y los candidatos independientes, se repartieron el restante 9 %.
En las elecciones municipales de 13 de noviembre de 1966, el panorama sufrió alguna alteración. La Coalición APRA-UNO retuvo sus bastiones del norte, en tanto que la Alianza perdió algunos de sus bastiones del sur, tales como Arequipa, Cuzco y Puno, pero retuvo Lima, donde Luis Bedoya Reyes fue reelegido, esta vez en ajustada contienda con Jorge Grieve Madge. Los cálculos extraoficiales, en toda la República, fueron los siguientes: para la Alianza, 824.058 votos, 45.9 %; para la Coalición 807.703 votos, 45.5%. El 9 % restante se repartió entre la extrema izquierda e independientes.

### Crisis política

#### Ruptura AP-DC
Para 1967, el desgaste de la Alianza se hacía cada vez más evidente. Ciertos sectores de AP, dentro de los cuales se encontraba el propio Belaúnde, empezaban a buscar acuerdos con la oligarquía y el APRA, siendo la principal materia de discusión, los asuntos financieros y tributarios, los cuales generaban brechas insalvables, pero a veces los opositores se veían obligados a flexibilizar, para no ser mal vistos por la opinión pública y dañar su imagen para las elecciones siguientes.
Esa postura de acercamiento fue rechazada por otros sectores del partido gobiernista, liderados por el vicepresidente Edgardo Seoane. Por su parte, ya en 1966, la DC sufrió una ruptura que sacó de la agrupación al sector más conservador liderado por el alcalde Bedoya Reyes, quien formó el Partido Popular Cristiano (PPC). Este sector conservador pudo sobrevivir de la mano de sus líderes conservadores; no obstante, los renovadores siguieron con DC, la cual no demoró en extinguirse a pesar de ser liderados por un ilustrado y astuto político como Héctor Cornejo.
Estos conflictos internos llevaron a ambos partidos, AP y DC, a caer en contradicciones que propiciaron la ruptura de la alianza.
Así como había discrepancias ideológicas entre los dos bloques formados en el Congreso, dentro de la alianza AP-DC también hubo una ruptura en cuanto se aprobó la primera ley de reforma agraria en 1964, la ley N.º 15037. Esta establecía que se iban a expropiar algunas tierras, pero que se iba a indemnizar con bonos; además de la asistencia técnica y financiera del Estado, se planeaba crear cooperativas. Por el contenido de esta ley fue que el líder del DC, Héctor Cornejo, que era poco flexible en cuanto a sus ideas, decidió alejarse de la alianza con el AP y empezara a apoyar en ciertas luchas al bando contrario.
Los resultados adversos a la Alianza en las elecciones complementarias para una diputación por Lima y otra por La Libertad (realizadas el 12 de noviembre de 1967, hizo que la DC se separara de la alianza con AP ese mismo día. En esas elecciones, ganaron los candidatos de la Coalición: Enrique Chirinos Soto (Lima) y Enrique Mendoza (La Libertad).
El apoyo de la DC al gobierno se desvaneció definitivamente cuando se empezó a discutir la posición del gobierno en torno al problema de La Brea y Pariñas y el contrato con la International Petroleum Company, el cual fue duramente criticado por la opinión pública pues supuestamente iba contra los intereses del Estado peruano y beneficiaba a dicha compañía transnacional. La Alianza fue disuelta por completo.

#### Ruptura APRA-UNO
El primer distanciamiento entre las bancadas opositoras aprista y odriísta se dio cuando AP, tras su ruptura con DC, buscó tender puentes con el APRA para poder aprobar algunas reformas. Sin embargo, la distancia entre el APRA y UNO se hizo irreversible cuando el primero empezó a apoyar al gobierno en su negociación con la International Petroleum Company, en 1967. En adición, algunos exmilitantes del Apra se habían unido al MIR para luchar en una guerrilla al estilo de la revolución cubana. Esta circunstancia hizo que el UNO se alejará también, ruptura que se hizo evidente cuando se juntaron el APRA y el AP para ponerse de acuerdo en la designación de un gabinete ministerial: el gabinete Hercelles o también, como era popularmente conocido, el «gabinete conversado», que tenía como premier al médico Oswaldo Hercelles y a Manuel Ulloa como Ministro de Hacienda. Ante esta situación, Odría decidió finalmente poner fin a la Coalición.

#### Cisma en AP
Con respecto a la implementación de la Reforma Agraria y la solución del problema de la IPC, dentro del mismo partido gobiernista surgieron dos alas enfrentadas: el ala izquierdizante o de los termocéfalos (que en griego significa los cabezas calientes), que propugnaban la realización de reformas radicales; y el ala indefinida o de los carlistas, cercanos al presidente y que mostraban desinterés en esos asuntos (su apelativo aludía a que varios de los colaboradores de Belaúnde se llamaban Carlos).
Esta pugna interna llevó al cisma a Acción Popular. El primer vicepresidente Edgardo Seoane, líder de los termocéfalos, se distanció del partido y pasó a la oposición, exigiendo al gobierno la anulación del convenio suscrito con la IPC en agosto de 1968, sintonizando así con el descontento popular. Seoane, que desde 1967 era secretario general de AP, estaba ya designado como candidato presidencial para las elecciones de 1969, pero su deseo se frustró con el golpe de Estado de Velasco. Falleció en 1978.

### Los gabinetes de Belaúnde y las censuras
Ante una Coalición aprista-odriísta que lo perjudicaba en el Congreso, Belaúnde nombró un gabinete ministerial presidido por el médico Óscar Trelles Montes y compuesto por ministros de Acción Popular, de la Democracia Cristiana y ministros militares. Asimismo, para el Ministerio de Hacienda nombró a Javier Salazar Villanueva, un ministro independiente. Si bien al principio pudo con ello vencer los obstáculos en el Congreso, esta situación no pudo sostenerse por mucho tiempo.
La victoria del gobierno en las elecciones municipales de 1963 fue interpretada por muchos como un voto de confianza por parte de la población hacia el gobierno. Por ello, la Coalición decidió dirigir su ataque hacia el régimen, produciéndose la primera de varias censuras, la del gabinete Trelles, el 30 de diciembre de 1963. La Coalición se justificó en que el gobierno no había tomado las medidas necesarias para evitar los disturbios ocurridos unos meses antes en el Cusco, donde la toma de tierras en una hacienda tuvo como resultado la muerte de siete campesinos y veintidós heridos. Trelles era, dicho sea de paso, el ministro de Gobierno y Policía, y por tanto se le responsabilizó directamente del asunto. De modo que Belaúnde tuvo que recomponer su gabinete.
Fue una señal de lo que se avecinaba; el primer gabinete tan solo había durado cinco meses. Durante todo el gobierno hubo un total de siete gabinetes debido a las censuras de la Coalición.
El siguiente gabinete recompuesto lo presidió el doctor Fernando Schwalb, que era a la vez el ministro de Relaciones Exteriores. Juan Languasco de Habich pasó a encabezar el ministerio de Gobierno y su política fue opuesta a la de Trelles: si este había tolerado las invasiones de tierras para evitar las masacres, Languasco desalojó a la fuerza a los invasores. El gobierno se alejaba así de su intento reformista y el APRA parecía contenta con la nueva situación.
El gabinete Schwalb se mantuvo hasta septiembre de 1965. En ese lapso se dio la ley de reforma agraria, cuya aplicación marchó lenta por obra del apro-odriísmo desde el Congreso. De otro lado, se estancó la solución del problema de La Brea y Pariñas, y surgieron las guerrillas comunistas en los Andes.
En septiembre de 1965 asumió otro gabinete encabezado por el doctor Daniel Becerra de la Flor. Este incorporó como ministros a varios parlamentarios de Acción Popular y del Partido Demócrata Cristiano, por lo que se conoció como el «gabinete parlamentario». Según García Belaúnde, ello se dio por el apoyo de la opinión pública que se evidenció en las elecciones municipales de 1966, a pesar de que el gobierno no tenía mayoría en el Congreso.
Al devaluarse la moneda en septiembre de 1967, tuvo que dimitir el gabinete Becerra de la Flor. Le reemplazó el gabinete presidido por el ingeniero Edgardo Seoane, que era también el vicepresidente de la República.
Los resultados adversos al gobierno en las elecciones parlamentarias complementarias del 12 de noviembre de 1967, obligaron a Seoane a renunciar, así como llevaron a la DC a separarse de la alianza con el gobierno. Fue entonces que Belaúnde, considerando necesario extender la base del gabinete, llamó al doctor Raúl Ferrero Rebagliati, político independiente.
En mensaje televisado, el aprista Armando Villanueva del Campo, presidente de la Cámara de Diputados, retiró su confianza al gabinete Ferrero. Se constituyó entonces otro presidido por el doctor Oswaldo Hercelles, llamado el «gabinete conversado», debido a que el gobierno, al verse sin aliados y ante una severa crisis económica, concertó con el APRA la designación de los ministros con los que este estuviera conforme. En este gabinete, que asumió a fines de mayo de 1968, es de destacar la presencia de Manuel Ulloa Elías, en Hacienda; Guillermo Hoyos Osores, en Justicia y Culto; y José Jiménez Borja, en Educación. Ulloa resultó ser el “hombre fuerte” de este gabinete; su proyecto era modernizar al Perú, dentro de un acuerdo con los Estados Unidos, el gran capital internacional y los sectores empresariales dinámicos del Perú. La oposición parlamentaria concedió al gabinete Hercelles facultades extraordinarias por 60 días. En virtud a ello, el ministro Ulloa expidió en agosto de ese año un decreto supremo que reordenaba las finanzas. El acercamiento del APRA al gobierno que se evidenció a través del «gabinete conversado», motivó que la UNO disolviera la Coalición. Y es que los terratenientes y el sector agroexportador, que respaldaban a la UNO, no veían con buenos ojos el proyecto modernizador que planteaba Ulloa, que entre otras medidas reformistas, contemplaba la aceleración de la reforma agraria.
El gabinete Hercelles cayó a consecuencia del escándalo de la Página Once. Cabe resaltar que tanto Hercelles como su antecesor Ferrero habían dirigido la campaña del doctor Hernando de Lavalle y García en 1956 y que por consiguiente, habían actuado en campos opuestos a Belaúnde.
El último gabinete fue el presidido por Miguel Mujica Gallo, integrado con amigos personales del presidente. Su gestión duró solo horas al ser impedida por el golpe del 3 de octubre de 1968.
De los 67 ministros en el primer período de Belaúnde, solo 29 fueron de Acción Popular, incorporándose a 12 de la Democracia Cristiana, a 13 militares y a otros tantos independientes, lo que para Víctor Andrés García Belaúnde demuestra hasta qué punto se cumplió el lema de Belaúnde «el gobierno no se acapara, se comparte. Su responsabilidad no se rehúye, se asume» y que constituye el verdadero espíritu democrático: respetar los otros poderes y ser abierto a la más amplia colaboración ciudadana. Esto, a pesar de que dada la naturaleza parlamentaria, había quienes aconsejaban al presidente clausurar el Congreso, a los que él respondía con contundente rechazo.
A continuación, la lista de los gabinetes ministeriales y su duración:
| Gabinete  | Fecha de inicio          | Fecha de fin             | Duración |
| --------- | ------------------------ | ------------------------ | -------- |
| Trelles   | 28 de julio de 1963      | 31 de diciembre de 1963  | 5 meses  |
| Schwalb   | 31 de diciembre de 1963  | 15 de septiembre de 1965 | 21 meses |
| Becerra   | 15 de septiembre de 1965 | 6 de septiembre de 1967  | 24 meses |
| Seoane    | 6 de septiembre de 1967  | 17 de noviembre de 1967  | 3 meses  |
| Ferrero   | 17 de noviembre de 1967  | 30 de mayo de 1968       | 6 meses  |
| Hercelles | 31 de mayo de 1968       | 2 de octubre de 1968     | 4 meses  |
| Mujica    | 2 de octubre de 1968     | 3 de octubre de 1968     | 1 día    |

Durante el gobierno belaundista, el parlamento censuró a 10 ministros:
| Fecha                   | Ministro                          | Ministerio                                                | Motivo |
| ----------------------- | --------------------------------- | --------------------------------------------------------- | --- |
| 30 de diciembre de 1963 | Óscar Trelles Montes              | Presidencia del Consejo de Ministros y Gobierno y Policía | Disturbios en la ciudad del Cusco y en la hacienda Mollebamba.                                                                                   |
| 15 de febrero de 1964   | Carlos Pestana Zevallos           | Fomento y Obras Públicas                                  | Declaraciones del Jefe del Programa de Cooperación Popular, Eduardo Orrego Villacorta, que dijo que había un festín presupuestal en el Congreso. |
| 1 de octubre de 1964    | Francisco Miró Quesada Cantuarias | Educación Pública                                         | Abandono del hemiciclo en debate sobre supuestos manejos ilegales en el Ministerio.                                                              |
| 18 de febrero de 1965   | Víctor Ganoza Plaza               | Agricultura y Alimentación                                | Insatisfacción del parlamento con respuestas sobre el alza de precios.                                                                           |
| 19 de enero de 1966     | Valentín Paniagua                 | Justicia y Culto                                          | Propuesta de reforma del Código de procedimientos penales                                                                                        |
| 14 de abril de 1966     | José Navarro Grau                 | Educación Pública                                         | Falta de respeto al Parlamento |
| 28 de octubre de 1966   | Javier Alva Orlandini             | Gobierno y Policía                                        | Denuncias de fraude electoral en las elecciones municipales de 1966                                                                              |
| 28 de octubre de 1966   | Miguel Dammert Muelle             | Trabajo                                                   | Política desarrollada en el campo laboral. |
| 29 de diciembre de 1966 | Carlos Cueto Fernandini           | Educación Pública                                         | Falta de respeto al Senado |
| 7 de julio de 1967      | Luis Alayza Escardó               | Gobierno y Policía                                        | Agresión policial al diputado Mario Villarán Rivera                                                                                              |

### Administración política
En el ramo policial se hicieron vastas reformas. Se aprobó el cuadro orgánico de la Policía de Investigaciones del Perú, y fueron creados, entre otros organismos, el Centro de Instrucción de la Guardia Republicana, para la formación de oficiales de este cuerpo. Se inauguró el nuevo Centro de Instrucción de la Guardia Civil y fueron reorganizados los servicios de correos y la Dirección General de Tránsito.
Se crearon las siguientes provincias: San Miguel, en Cajamarca; Antonio Raimondi en Áncash; Satipo en Junín y San Ignacio, en Cajamarca, esta última colindante con la frontera de Ecuador.

## Aspecto económico

### Las promesas de cambio y el modelo de desarrollo
Para las elecciones de 1963 Belaúnde logró ampliar su base de apoyo al incluir en su programa la reforma agraria y la protección a la industria. Además de la aprobación del Ejército, Belaúnde comenzaba así a representar a sectores urbanos, pequeños agricultores e industriales. Esta propuesta económica de gobierno estaba enmarcada, grosso modo, dentro de las corrientes de estudios de desarrollo de esa época (que tienen mucha vigencia actual). Lo precedió un periodo donde se priorizaba el crecimiento basado en exportaciones, que había mostrado su incapacidad para crecer rápidamente y ofrecer respuestas frente a fluctuaciones de la economía mundial y las mayores desigualdades internas que generaba. El nuevo modelo proponía que la industrialización debía ser el eje para organizar la estructura productiva que, se suponía, llevaría a un crecimiento más sostenido y a una mejor distribución de los ingresos. En este modelo se sostiene la importancia del empresariado nacional para el desarrollo capitalista en los países subdesarrollados, apoyándolo con medidas proteccionistas, y articulando el mercado rural con reformas a la estructura social como la reforma agraria. La persistencia de los problemas de desigualdad y la dependencia en el capital extranjero, puso en el tablero de debate temas de la propiedad y control económico, cuestiones que serían abordadas por el Gobierno Revolucionario de las Fuerzas Armadas (1968-1980). Belaúnde representaba así un momento en que se fomentaba la industria nacional como eje de la economía y donde se vieron las limitaciones, tanto teóricas como prácticas, de este modelo (ISI: Industrialización por Sustitución de Importaciones). El gobierno de Belaúnde fracasó en realizar a cabo las reformas de la propiedad necesarias para establecer una sólida base para una industrialización sostenida, y vio cómo el desarrollo decrecía en ritmo mientras que los problemas de desigualdad aumentaban. Concretamente, la reforma agraria, la reforma tributaria y el problema con la International Petroleum Company (IPC) fueron parte del discurso político-económico de este gobierno que, finalmente, quedaron irresueltas en perjuicio del régimen y de la economía en su conjunto.

### La agricultura y el problema de la tierra

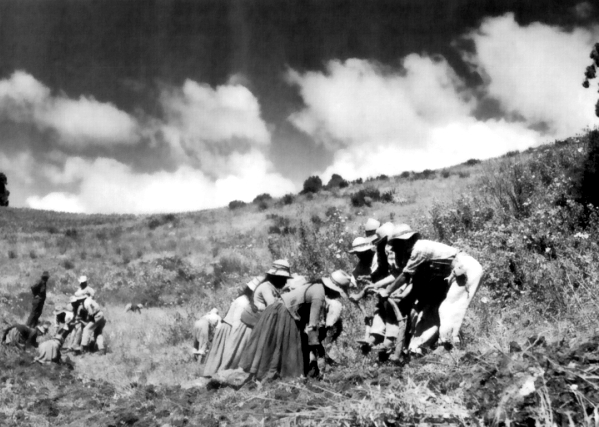
Faena agrícola en la sierra peruana.

El sector agrícola peruano está dividido en dos partes. Por un lado, la agricultura de la costa; industrialmente moderna, concentrada en productos de exportación (caña de azúcar y algodón). De otro lado, la producción serrana de ganadería, autosubsistencia y escaso desarrollo tecnológico. Aunque con crecimiento modestos y localizados, el sector agrario entró, durante los años 1950 y 1960, en una crisis crónica que obligó a los campesinos a migrar a las ciudades, y reforzó un círculo vicioso en el que la población que no cultivaba sus alimentos crecía fomentando la dependencia alimentaria. Las causas de esta crisis fueron: la tenencia desigual de la tierra, el crecimiento capitalista con apoyo centrado en cultivos costeños, escasez de tierra cultivable, fuerte presión demográfica y desfavorables términos de intercambio interno.
La tenencia de la tierra fue un problema muy politizado y se tendió a superponerlo ante los otros problemas. Sin embargo, no se debe subestimar su importancia. Hasta 1969 la mitad de la superficie agrícola pertenecía a grandes haciendas privadas; había haciendas gigantescas, concentradas en unos pocos propietarios, que sin embargo concentraban más de la mitad de la superficie cultivable. Además, al igual que este problema estructural, hace falta mencionar que el apoyo del gobierno a determinados sectores desfavoreció al sector agrario de la sierra. El apoyo al crecimiento industrial tuvo como uno de sus objetivos el abaratamiento de la mano de obra. Para lograrlo, el Estado peruano, suprimiendo subsidios, abarataba los alimentos. De esta manera, se hacía competir al agro serrano con importaciones considerablemente más baratas de estados imperialistas que habían revertido su carácter importador. «El liberalismo criollo piensa que puede impulsar la modernización del agro a través de abrirlo a la competencia, pero el resultado es su estancamiento generalizado y el inicio de una crisis que no ha podido ser superada en adelante».
La Junta Militar de Gobierno de 1962-1963, introdujo la primera ley de reforma agraria. A partir de entonces, se hizo más grande la percepción de que la puesta en marcha de una reforma agraria en todo el país se hacía inevitable. Belaúnde afrontó el problema promulgando una ley para expropiar las haciendas serranas, pero la oposición en el Congreso impidió su cumplimiento. Sin embargo, durante el período de Belaúnde, los movimientos campesinos de 1965, por un lado, y la escasa productividad de la agricultura en la sierra, redujo la resistencia terrateniente y burguesa ante una reforma agraria. Pero la aplicación de la ley se fue dilatando y la oficina encargada de la misma, la ONRA (Oficina Nacional de la Reforma Agraria) tuvo problemas presupuestarios. Tan así que, Pedro Pablo Kuczynski, nombrado gerente del Banco Central de Reserva en 1966, se refirió a la reforma agraria belaundista de la siguiente manera: «Hasta 1968, la redistribución de la tierra fue ciertamente más una amenaza que una realidad». La reforma agraria a gran escala solo se daría a partir del siguiente gobierno de Velasco.

### El capital extranjero y el problema de la IPC
Las relaciones entre el Estado peruano y el capital extranjero no tuvieron cambios significativos en términos económicos hasta 1965. Había un claro apoyo a los inversionistas extranjeros, manifestado en el Código de Minería promulgado en 1950. 
Tema aparte fue el problema de La Brea y Pariñas, que consistía en la explotación ilegal de los yacimientos petrolíferos de dicho nombre (situados en el norte del país) por parte de la compañía trasnacional International Petroleum Company (IPC), filial de la Standard Oil de New Jersey. La IPC, desde hacía décadas, se negaba a pagar el monto total de los impuestos a los que estaba obligada según las leyes peruanas. Incluso, logró ventajosas excepciones, arrancadas a sucesivos gobiernos pronortemericanos. Más adelante daremos más detalles de este problema, cuya solución emprendida por Belaúnde generaría un gran escándalo (El Acta de Talara y la Página 11).
Fitzgerald sostiene que el problema de la IPC, que Belaúnde había prometido solucionar en 90 días, cobró mayor importancia en 1967, pero más por razones políticas que económicas, ya que era una especie de prueba de la fuerza del Estado de ejercer su soberanía frente a la explotación ilegal de los yacimientos de La Brea y Pariñas, ya para entonces con unos activos de valor relativamente modestos. Sin embargo, podemos constatar que la transnacional era el segundo contribuyente del país, produciendo el 75% del petróleo peruano; pero la posición de Fitzgerald, que resalta el reclamo de soberanía estatal frente a una transnacional, no debe ser dejada de lado. El problema de la IPC es considerado como el factor detonante que precipitó el golpe de Estado en 1968.

### Reforma tributaria
Se inició una vasta reforma tributaria, a fin de aplicar al contribuyente una carga racional y equitativa. Se promulgó un Código Tributario. En reemplazó de la Caja de Depósitos y Consignaciones se creó el Banco de la Nación, bajo el control directo del Estado, con la finalidad de facilitar la captación de impuestos de los contribuyentes. Se suprimieron los estancos de la sal y del tabaco. Se agilizaron las funciones de la Contraloría General de la República.

### Promoción al desarrollo industrial y comercial
Se incentivó el desarrollo industrial del país, con la instalación de parques industriales en Arequipa, Cuzco, Tacna y Puno y a la suscripción de contratos para el ensamblaje de autos, con las firmas Nissan Motors del Perú S.A. y Fiat Perú S.A.
Por decreto de 19 de agosto de 1967 se eliminó todo obstáculo para el intercambio comercial con los países socialistas. Países como Hungría, Yugoslavia y Checoslovaquia enviaron misiones comerciales al Perú.

### Política agropecuaria
- Se realizó un vasto plan para el desarrollo agrícola en el país, con la ayuda del Servicio de Investigación y Promoción Agraria (SIPA), la Oficina Nacional de Reforma Agraria (ONRA) y la Oficina Sectorial de Planificación Agraria (OSPA). Para el efectivo cumplimiento de este plan, se trazaron programas especiales para la costa, la sierra y la selva.
- Se encargó a la Oficina Sectorial de Planificación Agraria y al Sistema Nacional de Planificación el estudio de la realidad agraria del país.
- Se amplió considerablemente el área de tierras destinadas al cultivo de productos de pan llevar. En los campos experimentales se obtuvo nuevas variedades de papa, arroz, frijol y trigo. Todo ello se logró con la ayuda técnica y crediticia de la ONU, la Fundación Rockefeller y la Universidad de Carolina del Norte.
- Para regularizar la distribución de productos alimenticios fue creada la Superintendencia de Alimentos.
- Se impulsó la política de arborización, intensificándose la plantación de eucaliptos y coníferas, tanto con fines industriales, como para contener la erosión del suelo.
- Por Ley N.º 14502 se creó la Corporación Nacional de Fertilizantes (CONAFER), entidad que reemplazó a la antigua Compañía Administradora del Guano.
- Se incrementó el sembrío de frutales en las áreas de la sierra, destinadas al sembrío de productos tradicionales.
- Para incentivar el cultivo del café y contribuir a su efectiva comercialización fue creado el Instituto Peruano del Café.
- En el rubro de la ganadería, el Banco de Fomento Agropecuario otorgó créditos para la mejora de los planteles ganaderos de los departamentos de Tacna, Moquegua y Piura. Se pudo así importar ganado de raza Charolaise, Holstein y Brown Swiss.
- Para proteger a la vicuña, se estableció la reserva de Pampa Galeras.

### Esfuerzos para el desarrollo. Crisis
El aterrizaje de un avión a un pueblo inhóspito en la Amazonía, la llegada del primer barco de la Corporación Peruana de Vapores a España, fueron parte de su discurso político durante su gobierno, como si estos dieran algún indicio del desarrollo económico del país.
Veamos algunas características generales del crecimiento económico. Durante los primeros tres años de gobierno, se experimentó un crecimiento económico más alto que el promedio latinoamericano –en términos de PBI per cápita–. Estos primeros años de gobierno fueron una extensión del modelo de desarrollo por exportaciones. Estas pasaron, de 540 millones de dólares en 1963, a casi 800 millones en 1967. El carácter de la expansión, sin embargo, no estuvo inducido por el aumento en los volúmenes de producción, sino por una circunstancia fuera del control del gobierno: el alza de los precios internacionales del cobre y la harina de pescado.
Las inversiones totales se mantuvieron relativamente estables ya que, por un lado, la inversión privada se redujo considerablemente entre 1962 y 1964 debido a la retórica reformista del presidente, mientras que la inversión pública contrarrestó este efecto mediante un programa masivo de obras públicas. En estas acciones, se mostraba el interés de incrementar el accionar del Estado en la economía.
La producción estuvo claramente diferenciada: mientras que el sector agrícola se mantenía claramente estancado, el sector manufacturero orientado al mercado urbano siguió creciendo gracias a las medidas proteccionistas del gobierno.
Indicadores de Crecimiento Económico: Perú y América Latina, 1961-1966
(cambios porcentuales anuales, promedio 1961-1966)
|                                             | Perú | Total América Latina |
| PBI por habitante                           | 3.2  | 2.0                  |
| Valor de las exportaciones de bienes f.o.b. | 10.0 | 5.3                  |
| Precios de las exportaciones                | 5.0  | 1.7                  |
| Volumen de las exportaciones                | 4.8  | 3.6                  |
| Producción agropecuaria                     | 1.6  | 3.3                  |
| Producción industrial                       | 9.2  | 6.2                  |

Fuente: Adaptado de Kuczynski (1980).
Tasas de crecimiento por sectores
|                                                                                 | 1960-1965                   | 1965-1968                     |
| Agricultura Pesca Minería TOTAL Primarios Manufacturas Otros sectores Total PNB | 2,1 7,8 3,0 2,7 8,9 7,7 6,6 | -1,2 11,1 2,3 0,6 5,7 2,5 2,7 |

Fuente: Recuperado por Parodi, Carlos (2000), sobre la base de Schydlowsky, Daniel y Juan Julio Wicht, Anatomía de un fracaso económico,  Perú 1968-1978, Lima: Centro de Investigación de la Universidad del Pacífico, 1982, p.20.
Los sectores primarios que generaban divisas, como la pesca, agricultura y minería, tenían un desarrollo mucho más lento que los sectores demandantes de divisas, como los sectores manufactureros. De este modo, la diferencia se tuvo que atender mediante endeudamiento externo, el cual se quintuplicó entre 1963 y 1968. Además, el gobierno no percibió que era insostenible aumentar el gasto público sin realizar una reforma tributaria, es más, las modificaciones tributarias terminaron beneficiando a los sectores exportadores. Así, el régimen de Belaúnde terminó con un grave déficit fiscal, una creciente inflación, y con el creciente descontento por las inevitables medidas deflacionarias de 1967. El apoyo de Estados Unidos se redujo por la incapacidad del gobierno para solucionar los problemas socioeconómicos internos y la inclinación nacionalista con respecto a la IPC. Mientras tanto, sectores nacionalistas criticaban la incapacidad del gobierno para solucionar el problema de la IPC, y por el mayor control de las multinacionales sobre el sector manufacturero. 
«No obstante los intentos extremos para restablecer la confianza, encargando el Ministerio de Economía primero a un militar (Morales Bermúdez, llamado a ser Presidente siete años más tarde), y después a un hombre de negocios (Ulloa) como símbolos de rectitud económica, en 1968 el régimen había perdido toda credibilidad.»

### Inflación y descontento popular
Como ya señalamos, los tres primeros años del gobierno de Belaúnde tuvieron cifras económicas alentadoras, debido al aumento del precio de las exportaciones, principalmente la harina de pescado y los minerales. Pero luego el gasto público aumentó considerablemente, emergió el déficit presupuestal y se produjo un proceso inflacionario. El momento cumbre de la crisis fue la brusca devaluación de la moneda nacional, en un 40 %, el 1 de septiembre de 1967. El dólar pasó de S/. 26.80 a S/. 38.70. Asimismo se elevó la deuda externa, que para fines del régimen llegó a los 800 millones de soles. Todo ello ocasionó el aumento del costo de vida en una proporción del 14.7%. 
Para conjurar esta crisis, el gobierno aumentó los sueldos y salarios de los servidores del sector privado y dispuso el adelanto a las utilidades del sector exportador equivalente al 10% del valor de las exportaciones, destinado a financiar el reajuste salarial para los empleados públicos que percibían un ingreso inferior a los S/. 10.000.00.
El descontento popular fue hábilmente utilizado por la oposición política. El disgusto aumentó aún más al destaparse la comisión de algunos casos de contrabando de los que miembros del gobierno presuntamente se habían beneficiado; pero la que daría la estocada final al régimen sería el escándalo de la “Página Once” (como veremos más adelante).

## Aspecto social

### Políticas Sociales

#### Cooperación Popular

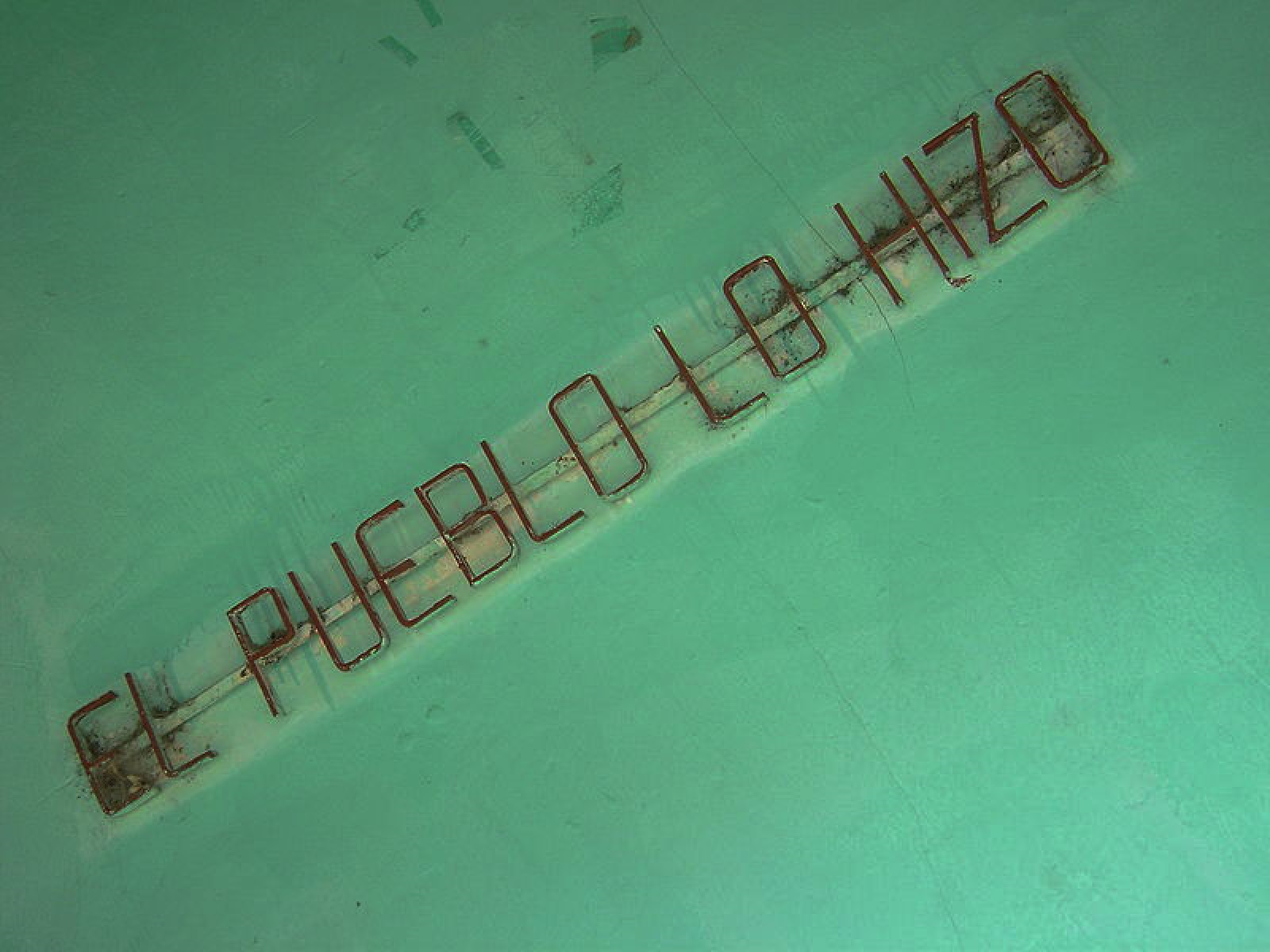
«El pueblo lo hizo», era la frase que solía repetir Belaúnde al contemplar las obras realizadas por los pobladores con la ayuda de su gobierno. Huari, Ancash.

De sus viajes realizados antes de asumir la presidencia, Belaúnde pudo recoger también datos sobre toda una gama de conocimientos y formas de interacción social ancestrales, practicadas en los pueblos que visitó. Rescatando la ancestral tradición del trabajo comunitario de los pueblos andinos, pudo organizar las labores de gobierno con los pueblos beneficiarios de la ayuda estatal. De allí que a partir de agosto de 1963 se consolidó una oficina nacional llamada Cooperación Popular, cuyos trabajos realizados en su mayor parte por pobladores guiados por oficiales del gobierno, los finalizaban acuñando la frase: «El pueblo lo hizo», a modo de inculcar en el imaginario social, lo exitoso que podría ser el trabajo comunal debidamente organizado. 
Esta política de desarrollo de las comunidades, buscaba pasar de un sistema vertical impuesto desde el gobierno central, a un enfoque desde las propias comunidades que otorgará mayor importancia a los intereses de los beneficiarios de la política social. Así, se destinaron 10 millones de dólares para esta iniciativa.
No obstante, los proyectos Cooperación Popular no llegaron a desplegarse con una magnitud significativa debido a la gran oposición de la coalición APRA-UNO desde el legislativo, que calificó de político al programa social de Belaúnde. El Congreso terminaría por obstruir Cooperación Popular, transformándolo en un departamento dentro del Ministerio de Desarrollo y Obras Públicas y no en un programa interministerial como era el objetivo inicial de Belaúnde.

#### La Reforma Agraria
Belaúnde trató de combatir la profunda desigualdad estructural mediante la Ley N.º 15037 de Reforma Agraria del 21 de mayo de 1964. Esta reforma afectaba principalmente a los latifundios abandonados, deficientemente cultivados o feudalizados en los departamentos de Pasco, Junín, Puno y los valles de Lares y La Convención, en el departamento del Cuzco, zonas que se habían visto convulsionadas por las movilizaciones campesinas. No afectaba a las tierras que tenían un rendimiento eficiente.
El asunto presentaba particularidades regionales. Mientras que en la costa solo existía el problema de la redistribución de la tierra fértil cerca a los ríos, en la sierra solo un 5% de la tierra se encontraba en condición de ser arada. Además, no solo existía la necesidad de la redistribución, sino también un problema de capacidad técnica para que los nuevos propietarios puedan explotarla. El enfoque del problema fue únicamente distributivo por lo que los intentos de reforma terminarían siendo perjudiciales.
En los años 1960 tuvo lugar el surgimiento de organizaciones de agricultores, especialmente en valle de la Convención, donde un número reducido de propietarios poseían las tierras cultivables. Así, tuvo lugar un conflicto entre los campesinos, liderados por Hugo Blanco Galdós y las grandes familias propietarias locales. 
Finalmente, en medio de ese escenario de conflictividad, al finalizar el cuarto año del gobierno belaundista, este había adjudicado 195,347 hectáreas de tierras, beneficiando a 30.000 campesinos.

### Cambios sociales y sus implicaciones

#### Transición Demográfica
En 1940 el Perú era un país predominantemente agrario, con 6.2 millones de habitantes, de los cuales 2.2 era población urbana y 4 millones era población rural. Durante la segunda mitad del siglo XX esta condición preliminar cambió drásticamente, con especial énfasis en el periodo 1961-1972: la población total ascendió a 13.5 millones en 1972. Aunque el crecimiento demográfico se dio en mayor medida en el ámbito urbano, el crecimiento en la población rural conllevó a la poca disponibilidad de tierra para sostener a los nuevos habitantes. En 1969 la reforma agraria de Velasco demostró que solo había tierra para atender las demandas del 25% del campesinado, y esto después de décadas de migraciones del campo a la ciudad.
La escasez de tierras, sumado a las políticas económicas que tendían a debilitar la economía agraria provocaron la crisis del agro. El sector agrario se encontraba tan debilitado que hasta los mismos hacendados empezaron a abandonar sus terrenos. Este malestar fue combatido de diversas maneras, desde la vía reformista, con el intenso debate de la reforma agraria, hasta la vía revolucionaria con los movimientos guerrilleros que tuvieron especial acogida en el periodo 1956-1964. Por otro lado, la escasez de tierras precipitó aún más el crecimiento urbano, además de la condensación de población en la costa, y en especial en Lima. Entre 1949 y 1993, la población de la costa con relación a la selva pasó de 24% a 52%, la de la sierra del 63% al 35.5%. Además, en 1993 uno de cada tres peruanos vivía en Lima.
El movimiento migratorio a las urbes fue común durante la revolución industrial en los países metropolitanos. Sin embargo, el escaso desarrollo de la industria en el Perú conllevó a la incapacidad para absorber mano de obra. Así se genera el aumento del sector terciario de servicios; lo que se ha llamado “el sector informal”. Además, el crecimiento acelerado de las urbes, con el establecimiento anárquico de poblaciones en la periferie simplemente desbordó a las capacidades del Estado para proveer servicios a los nuevos pobladores. Cabe mencionar que durante el conflicto armado interno de finales de siglo, la poca respuesta del Estado al desafío que planteaban los cambios estructurales de la sociedad fue un factor que hizo posible el conflicto.

#### La masificación del proceso de escolarización
La educación primaria y secundaria tuvo un acelerado crecimiento desde los años 1940. El número de escuelas primarias y secundarias aumentó masivamente, y más importante aún, el número de alumnos que se beneficiaron paso de 60,661 en 1948 a 368,565 en 1966. Además, de igual manera se incrementó el número de universidades, que sin embargo sólo sirvió para radicalizar a los ciudadanos educados que pasaron a ser parte de “los desempleados informales”. En 1972, los desempleados y subempleados representaban el 56.6% de la PEA. Esto lleva a Oloarte a sostener que el principal problema para el desarrollo es la existencia de muchos trabajadores capacitados y poco trabajo. El autor nos ofrece otro punto de vista sobre las causas de este problema: falta de inversión, la inestabilidad política y económica, y la escasa cooperación entre el estado y el mercado.

### Represión a los movimientos guerrilleros

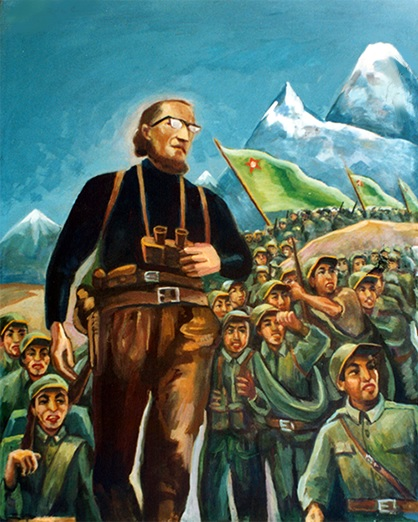
Luis de la Puente Uceda, líder del MIR.

Siguiendo el ejemplo de la revolución cubana, surgieron algunos focos guerrilleros. En 1963 hizo su aparición el Ejército de Liberación Nacional (ELN), un grupo guerrillero que fue rápidamente neutralizado por las fuerzas armadas, siendo la primera experiencia guerrillera en el Perú. 
En el año 1964 el fracaso de los intentos de reforma del gobierno y las sucesivas invasiones de tierras, algunas con enfrentamientos violentos entre campesinos y hacendados, llevaron a una situación incontenible que desencadenó al año siguiente el inicio de la guerra de guerrillas por el Movimiento de Izquierda Revolucionaria (MIR). Su fundador y líder fue Luis de la Puente Uceda, amigo personal de Fidel Castro. 
De la Puente Uceda fue en un inicio aprista, pero se opuso al pacto con Prado en 1956 y formó el Apra Rebelde, que en 1962 se transformó en el MIR. Viajó por Cuba, Europa, China, Vietnam y Corea. Al regresar a Perú fue elegido por su partido para dirigir el movimiento guerrillero de Mesa Pelada (La Convención, Cuzco). Contaba con el apoyo del líder campesino Hugo Blanco Galdós, que movilizaba a miles de campesinos que reclamaban la reforma agraria. Mientras que en el norte del Perú operaba Gonzalo Fernández Gasco; en el centro, Guillermo Lobatón Milla; y en el sur Rubén Tupayachi Solórzano.
La Fuerza Armada liquidó la insurgencia del MIR en menos tiempo del que había previsto, aunque hubo choques sangrientos. De la Puente Uceda murió combatiendo (23 de octubre de 1965). Asimismo, el 5 de enero de 1966 falleció Guillermo Lobatón, pero jamás apareció su cadáver ni sus pertenencias. Una de las principales razones del fracaso de estas guerrillas fue a que el campesinado les retiró el apoyo, al considerar que no era necesario recurrir a la violencia pues el gobierno había empezado a realizar reformas agrarias en las zonas más conflictivas. Otra razón fue la elección de los guerrilleros de resistir en zonas boscosas, que si bien eran de difícil acceso, era más fácil para el ejército aislarlos y rodearlos, tal como ocurrió.

### Política educacional
- El país gozó de una importante inversión en educación, a la que se destinó la proporción más alta del presupuesto, algo que no había ocurrido en la historia del país, hasta entonces.
- Se dio la Ley de la gratuidad de la enseñanza en todos los niveles, desde Inicial hasta Superior.
- Se desarrolló un vasto plan educativo en función de los ideales humanista, cristiano, democrático y nacionalista.
- Se crearon nuevas universidades y escuelas normales, tanto estatales como particulares.
- En coordinación con el Ministerio de Salud se ejecutó el Plan Integral de Alimentación Escolar, que abarcó un suministro diario de más de tres millones de desayunos diarios a los niños de educación especial y primaria, especialmente en áreas marginales, rurales, zonas de frontera y de emergencia.
- Fueron creados los colegios regionales de nivel intermedio en Chimbote, Tacna, Huancavelica, Chachapoyas, Moyobamba y Cuzco; las unidades escolares para mujeres Juana Cervantes de Bolognesi en Arequipa, General Prado en el Callao, Mercedes Indacochea en Lima (Barranco), el Colegio Militar Mariscal Cáceres en Huancayo y los liceos navales Almirante Guisse en Lima y Teniente Clavero en Iquitos.
- La matrícula escolar se duplicó, pasando de 1.843.799 a 3.117.500 alumnos, con una tasa de crecimiento de 9.19%, muy superior a la tasa demográfica. En los cinco años de gobierno se construyeron 14.000 aulas, la mitad de ellas por Cooperación Popular.
- Con los auspicios de la UNICEF y la UNESCO se cumplió un plan de operaciones para el programa de formación y mejoramiento del personal docente primario y se dio un nuevo Reglamento para este sector.
- Los servicios magisteriales fueron mejorados notablemente. A iniciativa del Ejecutivo se promulgó la Ley N.º 15215 del Estatuto y Escalafón Magisterial, que aseguró condiciones de trabajo especiales para los maestros. Por decreto supremo N.º 78 de 10 de diciembre de 1965 fue creada la Derrama Magisterial, destinada a ayudar económicamente al maestro y al trabajador del sector educativo en casos de fallecimiento, invalidez, jubilación o retiro voluntario del servicio. El proyecto de la Derrama Magisterial fue obra del diputado acciopopulista Luis Bocchio Rejas.
- En lo que compete a la enseñanza técnica se crearon nuevos planteles y se estimuló el desarrollo de la educación industrial de mujeres. Se dictaron cursos masivos de capacitación y adiestramiento para maestros y se puso en funcionamiento un nuevo currículum para la formación de los mismos.
- Se hizo una intensa labor de alfabetización del adulto y del selvícola.
- Con el propósito de descentralizar la administración educativa, fueron creadas las direcciones regionales, a las que se dotó de un reglamento. Se delegó a dichas direcciones las funciones de administración presupuestal, administración de personal y de supervisión técnica pedagógica, reservándose el Ministerio de Educación las tareas de normativa y planeamiento
- En el campo del fomento de la cultura mencionaremos la iniciación de la preparación de la Geografía General del Perú, del Atlas Histórico-Geográfico y de paisajes peruanos; la creación de las Casas de la Cultura del Callao, Cajamarca, Cuzco, Huánuco e Ica, de los museos regionales de Puno, Moquegua, Ica, Chincha y Cuzco y los de sitio de Chanchán, Huarihuilca y Julio C. Tello.

### Fomento y obras públicas

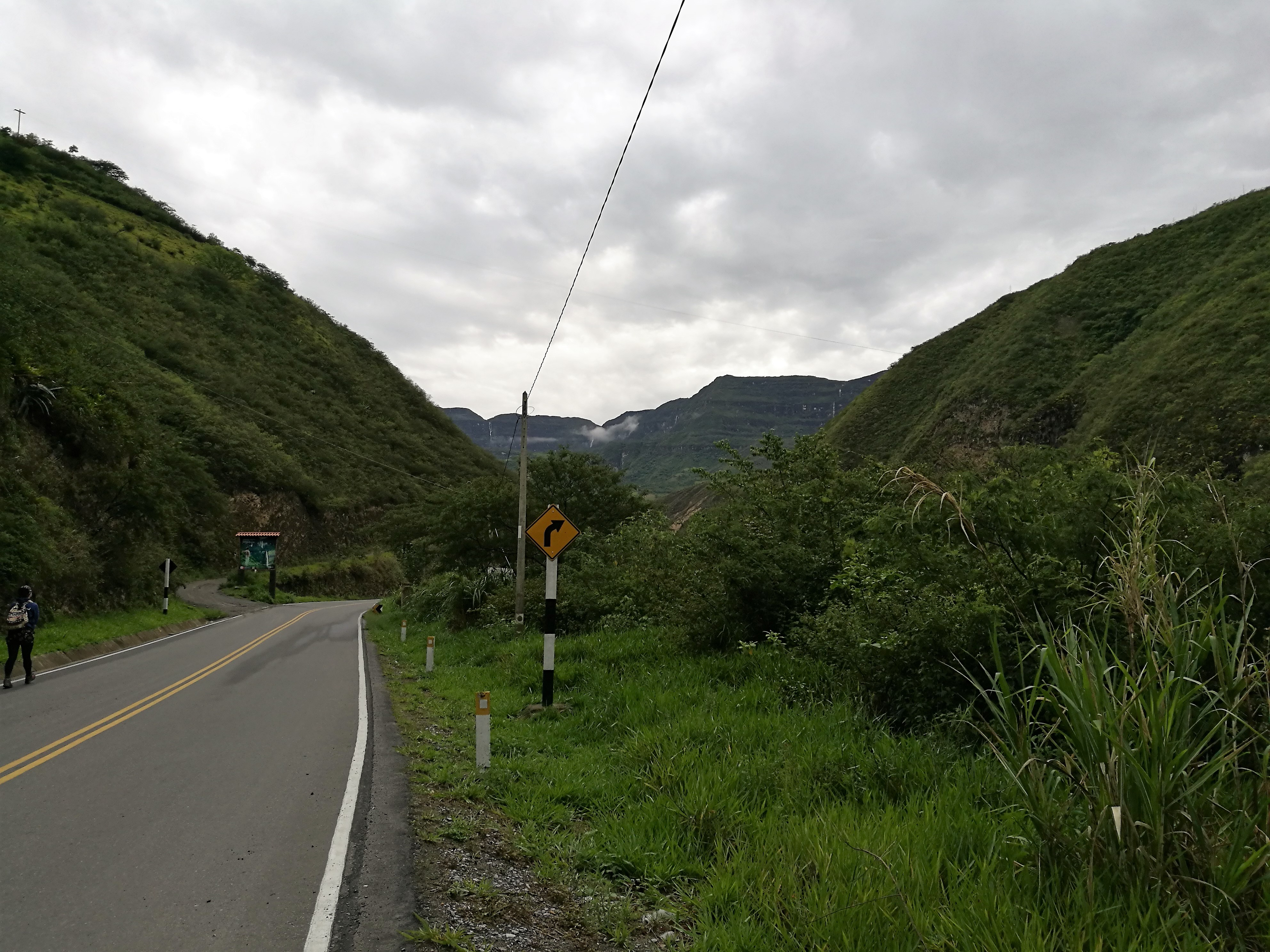
Vista de la carretera de Pedro Ruiz a Chachapoyas.

Fue gracias a Cooperación Popular y a los empréstitos hechos por instituciones crediticias extranjeras y del país, que Belaúnde pudo proyectar y realizar obras de gran aliento y de infraestructura, que se materializaron en la construcción de carreteras, sistemas de irrigación, electrificación, vivienda, etc.
- Por ley N.º 15.260 de 14 de diciembre de 1964 se normó y fomentó el cooperativismo en el Perú.
- Se crearon las Corporaciones Departamentales de Desarrollo, con el fin de descentralizar la administración.
- Se elaboró un Plan Vial Nacional para la construcción de un sistema de vías de comunicación que integrase las áreas de producción, agrícolas sobre todo, con los diversos mercados urbanos. Muchas de estas vías se construyeron con el programa de Cooperación Popular y con créditos internacionales.
- Se impulsó la construcción de carreteras de penetración a la sierra y la longitudinal de la sierra. Quedaron interconectadas 12 capitales provinciales: Corongo, Chuquibambilla, Antabamba, Pomabamba, Cajatambo, Piscobamba, Huacrachuco, Jumbilla, Rodríguez de Mendoza, Tambobamba y Llamellín.[51]
- Se empezó a construir la famosa Carretera Marginal de la Selva (hoy carretera Fernando Belaúnde Terry) para unir esa región, hasta ese momento casi aislada, con la sierra y la costa, así como para interconectarla con los países vecinos. La carretera parte del río Chinchipe (San Ignacio, Cajamarca), en la frontera con Ecuador en el norte, hasta llegar hasta el río Heath, en el departamento de Madre de Dios, en el sur.
- En el Callao se aceleró la construcción del Aeropuerto Internacional Jorge Chávez (iniciada por el gobierno anterior de Prado) y se refaccionaron y construyeron aeropuertos en las más importantes ciudades de la nación.
- Se concluyeron los trabajos de ampliación de la segunda etapa de la Central Hidroeléctrica del Cañón del Pato, en Áncash, y de la planta de Sogesa (Sociedad Siderúrgica de Chimbote) que inició la producción de arrabio, acero y productos laminados.
- Se inició la primera etapa del Plan Tacna, mediante la construcción de la Central Hidroeléctrica de Aricota, para generar 35.300 kW de energía eléctrica.
- Se inició la construcción de la primera etapa de la Hidroeléctrica del Mantaro, en Huancavelica.
- Se puso en funcionamiento la Central Hidroeléctrica de Machu Picchu.
- Otras plantas hidroeléctricas que entraron en funcionamiento fueron las de Abancay, Ayacucho y Huancaray, así como la Central Térmica de Iquitos. Se empezó la Central de Matucana.
- Se construyó la primera etapa del Reservorio de Tinajones, en Lambayeque, para mejorar la actividad agrícola y ganadera en la zona norte.
- Fue habilitada la presa de El Frayle, para la ampliación de obras de irrigación en La Joya, con obras complementarias, mediante la construcción del reservorio de la Aguada Blanca.
- Se hicieron estudios agrológicos y geológicos para la irrigación de la primera etapa de los proyectos Olmos, Chao, Virú y Moche.
- Se construyeron las represas de Pañe y Aguada Blanca, en Arequipa.
- Se dio el impulso final a la fábrica de fertilizantes de Cachimayo.
- Se trazó un plan ambicioso para el desarrollo de la agricultura con el propósito de habilitar para el cultivo 1'000,000 de hectáreas de nuevas tierras.
- Se aumentó considerablemente la producción de minerales, al intensificarse la explotación de los yacimientos de Morococha, Cobriza, Yauli y Tayacaja. Asimismo, aumentó la producción petrolera, al iniciarse la explotación de varios pozos en el zócalo continental
- Se construyó la refinería de La Pampilla, en Ventanilla, rompiendo así el monopolio de refinación de crudos que hasta entonces ejercía la compañía transnacional IPC.
- Se construyó la estación terrena de Lurín, con la cual el Perú entró a la era espacial y a las comunicaciones vía microondas.
- Se dio impulso a los medios de comunicación con un ambicioso plan para el incremento de líneas telefónicas y centrales telegráficas en Lima y en las principales ciudades.[52]

### Política sanitaria y de bienestar social
- Se realizó un vasto plan de asistencia social, a través de organismos estatales y de índole internacional.[53]
- Se dio una nueva estructuración al Ministerio de Salud y se elaboró el Plan Nacional de Salud.[53]
- Se creó la Escuela de Salud Pública, para capacitar personal especial, destinado a la formación de internos rurales y de administración de hospitales.[53]
- Se creó el Servicio Especial de Salud Pública, cuyo fin era solucionar los múltiples problemas de salud que afrontaba el país, principalmente en el ámbito rural.
- Con el respaldo del Fondo Nacional de Salud y Bienestar Social (presidido por Octavio Mongrut) se realizó una amplia labor hospitalaria. Entraron en funcionamiento los hospitales centros de salud de Tumbes, Trujillo, Huaraz, Cajamarca, Huánuco, Ayacucho, Abancay, Huancavelica, Cuzco, Tingo María, Puno, Rioja, Juanjuí, Aplao, Ica, Chepén, La Unión (Huánuco), Santa Rosa (Lima), Mollendo, Callao, Rímac, Moquegua, Tarapoto, Pucallpa, Chota y San Juan de Dios (Callao).[53]  En total se construyeron 24 hospitales, logró enorme si se considera que en toda la historia del sector Salud se habían construido, hasta antes del inicio del gobierno belaundista, 49 hospitales.[54]
- Se remodeló, amplió y equipó el Hospital del Niño, la Maternidad y el Hospital Materno Infantil Santa Rosa en Lima.[55]
- Haciendo honor a su profesión de arquitecto, Belaúnde hizo una vasta política de construcción y fomento de vivienda colectivas. Para ello se contó con la cooperación del Fondo Nacional de Salud y Bienestar Social, de la Junta Nacional de la Vivienda, del Fondo de Jubilación Obrera, de la Caja Nacional de Pensiones del Seguro Social del Empleado, de Sogesa y del Fondo Nacional de Desarrollo Económico, mas con los préstamos otorgados por instituciones crediticias del extranjero. En numerosas ciudades del país se levantaron grandes complejos habitacionales para sectores populares, profesionales de la educación y policías y se urbanizó gran parte de las principales ciudades de la costa y sierra peruanas. En Lima destaca la Residencial San Felipe, con su correspondiente centro comercial, así como las unidades vecinales de Matute, Mirones y el Rímac.[56]
- Se realizó un efectivo plan de saneamiento y se trazó un programa para dotar de servicios de agua y desagüe a poblaciones menores de 2.000 habitantes.
- Fue entregado al servicio el colector de desagüe de La Punta en el Callao y el servicio de reservorio de agua elevado en la misma ciudad.[57]
- Se inició la construcción del Centro Cívico de Lima en los terrenos de la antigua Penitenciaría Central o Panóptico.[57]
- Se inauguró el Parque de las Leyendas, en el distrito de San Miguel, en diciembre de 1963, que se inició con una extensión de 24 hectáreas. Posteriormente se adquirió de la Universidad Católica unas 100 hectáreas con el fin de desarrollar el Parque Central de Lima, el que alberga el Zoológico, el Museo Nacional de Arqueología, así como otros museos e instalaciones de recreación.

### Justicia
- Como primer paso en la mejora de la administración de justicia se empezó a levantar un inventario de la realidad judicial del país, con el fin de establecer una nueva demarcación territorial judicial.
- Para albergar, proteger y estudiar el problema de la delincuencia juvenil se crearon albergues tutelares de menores y el servicio de policía de menores.
- Para rehabilitar al delincuente se creó el servicio de libertad vigilada y el instituto técnico industrial del Perú, como entidad destinada a organizar centros de trabajo en establecimientos penales. Para la calificación del personal carcelario se reimplantó el Centro de capacitación penitenciaria.
- Se puso énfasis en la construcción de locales penitenciarios y se inauguró el Centro Penitenciario de Ica.
- Se intensificaron los trabajos para la conclusión del Centro de inculpados de Lurigancho.
- Se inauguró el Palacio de Justicia del Callao.[58]

## Aspecto internacional

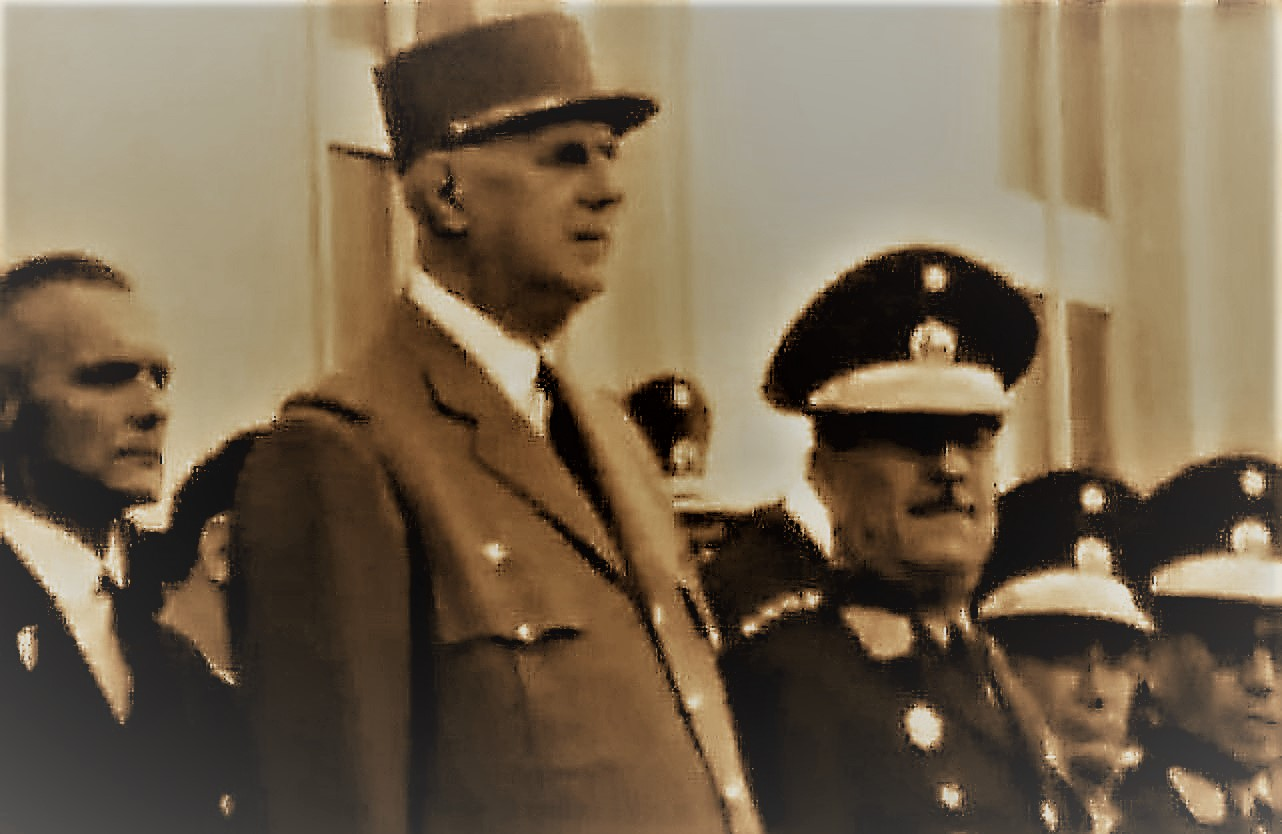
El presidente de Francia, general Charles de Gaulle, durante su visita al Perú en 1964. Aparece al lado del ministro de Guerra, general Julio Luna Ferreccio.

El gobierno dinamizó sus relaciones con diversos países a fin de lograr una mayor vinculación política, económica y cultural. Siguiendo esta línea, trabó conferencias comerciales bilaterales con los gobiernos de Finlandia, Japón, Portugal y suscribió convenios de asistencia técnica con Israel y organismos internacionales tales como la OEA, el BID y la CEPAL y se logró acuerdos con Bolivia, Colombia y Ecuador para la construcción de la carretera marginal bolivariana de la Selva.
El Perú participó en diversas reuniones internacionales, como la reunión de cancilleres en Punta del Este (Uruguay) en abril de 1967, que elaboró la declaración de los Jefes de Estado americanos que se reunieron en aquel lugar entre el 12 y el 14 de abril (entre ellos el mismo Belaúnde), por el que se acordó la decisión de lograr el orden social, libre, justo y democrático para los pueblos libres del continente y la integración económica de los mismos.
El Perú recibió la visita oficial de los presidentes Eduardo Frei Montalva de Chile, Charles de Gaulle de Francia, Giuseppe Saragat de Italia y René Barrientos de Bolivia, y la del Arzobispo Makarios de Chipre. Igualmente la del Príncipe Akihito del Japón y del Príncipe Alberto de Lieja de Bélgica.

## Defensa nacional

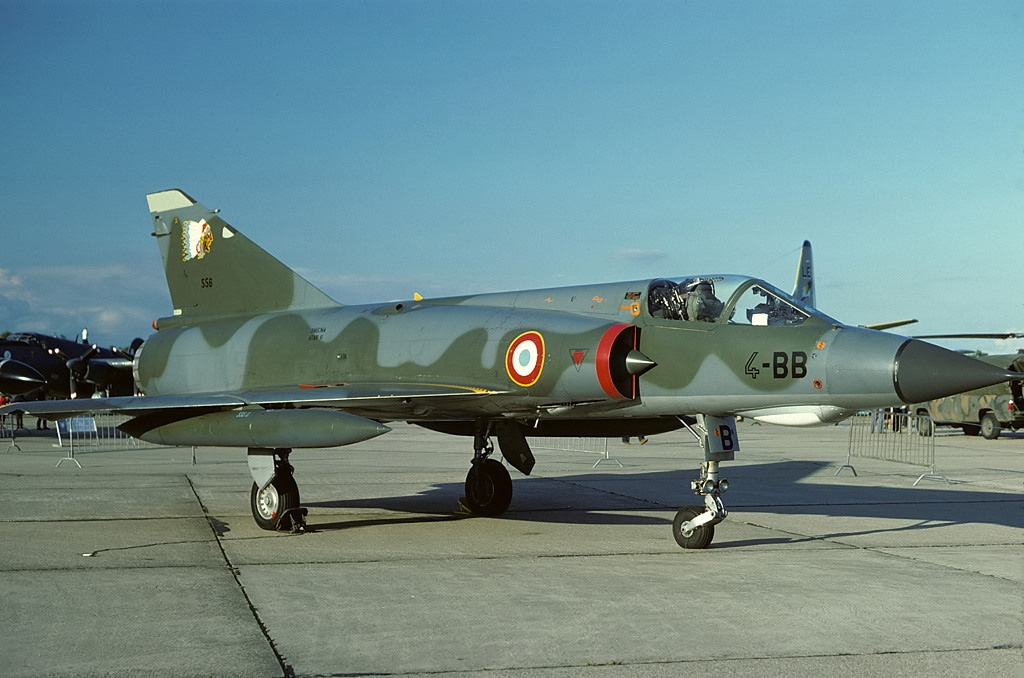
Mirage III E, del Ejército del Aire Francés. Unidades de ese tipo fueron adquiridos por el gobierno de Belaunde

- Gracias a un convenio bilateral peruano-estadounidense, el gobierno de los Estados Unidos suministró equipos para el desarrollo nacional, relacionado básicamente con el plan vial.[57]
- Se estableció, en cada región militar, un centro de entrenamiento industrial destinado a la preparación técnica a cargo de profesores civiles y militares.
- Se adquirió el buque-escuela Independencia, para la formación de los futuros oficiales de marina.[57]
- Fue reabierta la Escuela Náutica “Miguel Grau” del Callao.[57]
- Fueron modernizados los equipos de los astilleros del Callao.[57]
- Fue creado el Instituto del Mar, entidad consagrada al estudio de la riqueza ictiológica, en colaboración con las universidades de Duque y Yale de Estados Unidos y el Instituto de Oceanografía Scripps.[58]
- Fue creada la Dirección General de la Marina Mercante.
- Fueron mejoradas las instalaciones de la Base Naval del Callao y de la Escuela Naval de La Punta.
- Se apoyó al Servicios Industriales de la Marina (SIMA), lo que hizo posible poner a flote unidades de gran tonelaje construidas en astilleros del Perú.
- Se adquirieron de Francia aviones Mirage IIIE,  para la Fuerza Aérea del Perú. La Marina de Guerra y el Ejército pudo también renovar su material bélico.

## Fin del Gobierno

### El Acta de Talara y el escándalo de la página 11

La ciudad de Talara en 1945.

Al asumir la presidencia Belaúnde ofreció resolver el problema de La Brea y Pariñas en 90 días. Este era un pleito vergonzoso para la nación y que tenía ya varias décadas sin resolverse; consistía en que la compañía trasnacional estadounidense International Petroleum Company (IPC) venía explotando ilegalmente los yacimientos petrolíferos de La Brea y Pariñas, situados en el norte del Perú, sin aportar al fisco el monto adeudado, que se había venido acumulando al pasar los años.
Durante el primer año de gobierno, Belaúnde envió un proyecto de ley al Congreso, para declarar nulos los llamados Acuerdo, Convenio y Laudo de París (firmados en 1922, en tiempos de Leguía y que habían favorecido a la IPC) y solicitó que los campos de La Brea y Pariñas pasaran a poder de la Empresa Petrolera Fiscal (EPF), empresa estatal peruana, para un mayor control y beneficio del Estado dentro del Fisco. En respuesta, el Congreso dio la Ley N.º 14.696, que declaraba nulo el Laudo, pero no se pronunció sobre el traspaso de La Brea y Pariñas a la EPF. El Poder Ejecutivo promulgó la ley el 4 de noviembre de 1963, quedando así autorizado para solucionar al viejo problema. 
Pero en los años siguientes, el asunto se mantuvo estancado, hasta que en 1968, durante el quinto año del gobierno de Belaúnde (que sería el último) se retomaron las conversaciones con la IPC. Al parecer, la idea de Belaúnde no solo fue tratar de resolver el problema económico-político con la empresa, sino que estaba convencido de que la solución del problema podría generar la ayuda económica extranjera necesaria para resolver los problemas financieros, que había comenzado a mostrar grandes fallas en el sistema y en el fortalecimiento del Estado. La ayuda, que se tenía pensado, vendría de parte de la Agencia de los Estados Unidos para el Desarrollo Internacional (AID), en la misma cantidad que se había venido dando a Chile o Colombia. «Este mecanismo de apoyo económico reduciría la dependencia en los costosos créditos de proveedores; al contrario, los préstamos blandos que provienen del Fondo del Programa Social del BID y de la AID le daría al Perú recursos abundantes».
Fue así que en julio de 1968 se iniciaron tratos con la IPC en Palacio de Gobierno. El Congreso había dado el permiso correspondiente para que el presidente y una comisión solucionaran los conflictos petroleros. Las negociaciones tomaron un giro importante entre los días 12 y 13 de agosto de 1968. Finalmente se suscribió el Acta de Talara, firmada por el presidente Belaúnde, por el presidente del Senado Carlos Manuel Cox, por el presidente de la Cámara de Diputados Andrés Townsend y por los altos funcionarios de la IPC. 
Por el Acta de Talara, todos los campos petroleros de La Brea y Pariñas se transferían al gobierno para que la EPF se hiciera cargo de ellos, mientras que la IPC conservaba la ya obsoleta refinería de Talara. También se hizo un contrato de diez años para la venta de gas natural por la EPF a la IPC y un contrato similar de seis años para la venta de crudo de La Brea y Pariñas a la refinería de la IPC en Talara. La IPC tendría a su cargo la distribución nacional del combustible y las llamadas Concesiones Lima. Esta nueva distribución del combustible le brindaba a la IPC un monopolio del mercado. 
Esta noticia fue muy publicitada en los medios de comunicación.Todo el país estalló de alegría pues era descrito como el fin del viejo problema de La Brea y Pariñas. Sin embargo, la opinión pública cambió cuando un sector de la prensa (la revista Oiga) dio a conocer las condiciones que había impuesto la IPC para la firma del Acta. El momento cumbre del escándalo llegó el 10 de septiembre, cuando el renunciante presidente de la EPF, ingeniero Carlos Loret de Mola, denunció en televisión que faltaba una página en el contrato que fijaba las condiciones de la compra-venta del petróleo crudo entre la EPF y la IPC. Esa página era la última de tres juegos de cuatro caras, doce en total, de un papel llamado "sello sexto", que era un papel numerado emitido por el Estado Peruano de manera oficial y se usaba para realizar transacciones comerciales y contratos en general. Loret de Mola dio a entender que la página había sido deliberadamente extraviada y que contenía una parte importante del acuerdo general con la IPC, particularmente la sumilla que explicaba el precio mínimo de US$ 1.08 por cada barril de crudo, que la IPC le cobraría a la EPF.
Estalló así el escándalo de la “Página Once”, que sería el detonante para el fin del ya debilitado gobierno de Belaúnde. La ola de críticas no solo vino por parte del Congreso y su mayoría opositora, sino que fue toda una campaña comunicativa muy fuerte que desprestigiaba el acuerdo, al gobierno y a las personas que habían participado de él. Se acusaba al gobierno de "entreguismo", pues supuestamente estaba favoreciendo a la IPC en la venta del crudo, en compensación por la entrega de La Brea y Pariñas.
Los dos medios de comunicación fuertes que alegaban en contra del Acta fueron El Comercio y La Prensa. Adicionalmente a esto, se habían estado manifestando distintas posturas respecto al Acta firmada, debido al bajo costo que se valorizaban los barriles de petróleo, la concesión de 40 años de la refinería de Talara a la IPC y la rapidez con la que se llegó al acuerdo. 
Sobre la Página Once se han hecho en el Perú diversas interpretaciones. A decir la verdad, nunca se demostró su existencia, ni por parte de Carlos Loret de Mola, ni por el gobierno militar de los años 1970. A decir de Kuczynski, de existir esa página estaría numerada como 28160934, ya que los números de las dos páginas previas en el folio de cuatro páginas de papel sellado eran 28160932 y 28160933. Algunos de los que sostenían su existencia le atribuían una gran importancia pues, al parecer, contenía valiosa información, acusando al gobierno de haberla eliminado de manera intencional para ocultar los beneficios económicos que brindaba a la IPC en la venta del crudo, tal como afirmaba Loret de Mola. Otros adujeron que sólo era una página en blanco y hubo incluso algunos que negaron su existencia. Se dice que apareció poco antes de las elecciones de 1980 y contenía únicamente la fecha en la que se firmó el famoso documento, tirando así por tierra toda responsabilidad del gobierno de Belaúnde y de sus funcionarios de unas supuestas cláusulas a favor de la IPC.
El gran escándalo que se armó en los medios ocasionó una crisis muy grande dentro del Gobierno, lo cual fue utilizado políticamente por la oposición. Tuvo muy fuertes consecuencias políticas para Belaúnde, tales como la ruptura del apoyo por parte de Democracia Cristiana, el quiebre de Acción Popular y el rechazo masivo de la sociedad civil. Estos hechos ocasionaron que se vivieran semanas de incertidumbre. 
El 1 de octubre renunció el presidente del Consejo de Ministros Oswaldo Hercelles, y al día siguiente, juramentó un nuevo gabinete presidido por Miguel Mujica Gallo. Pocas horas después ocurrió el golpe de Estado. El escándalo de la Página 11 solo había sido el inicio de un fin muy predecible.

### Golpe de 1968 de Velasco

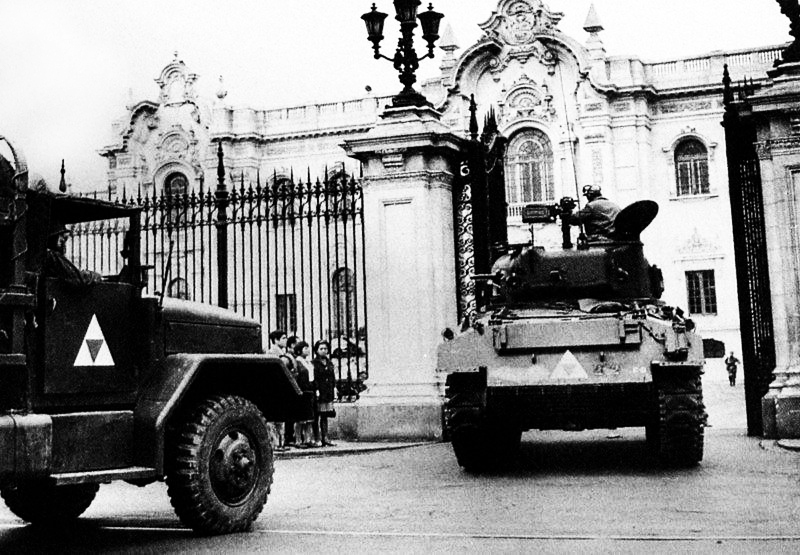
Golpe militar de 1968.

En 1963 los militares habían apoyado a Belaúnde en las elecciones especialmente por su programa reformista en temas agrarios, que a los ojos de las fuerzas armadas era necesario para garantizar la seguridad interna del país. Sin embargo, conforme los proyectos reformistas de Belaúnde eran frenados por la coalición APRA-UNO desde el Congreso, las Fuerzas Armadas empezaron a impacientarse. Además, el APRA parecía ser el partido con más probabilidades de salir vencedor en las elecciones próximas de 1969. Frente a la enorme posibilidad de la llegada al poder de Haya de la Torre en 1969, los rumores de un golpe militar para evitarlo empezaron a hacerse cada vez más fuertes. Las viejas rencillas entre el APRA y los militares se intensificaban una vez más, no obstante, esta vez no sería por el proyecto reformista de Haya de la Torre. Por el contrario, los militares no veían con buenos ojos la alianza del APRA con la oligarquía, y la obstrucción a las reformas de Belaúnde. Ahora el APRA y el ejército se encontraban en posiciones ideológicas inversas con respecto a las que tenían en el pasado. Sin embargo, estas posiciones eran, al igual que en el pasado, contrarias.
El 3 de octubre de 1968, a casi diez meses de terminar su gobierno, Belaúnde fue derrocado por un grupo de militares de tendencia socialista, liderados por el general Juan Velasco Alvarado, en ese momento presidente del Comando Conjunto de las Fuerzas Armadas del Perú.
La madrugada del 3 de octubre de 1968, al aproximarse las tres, llegaron tanques del ejército a la Plaza de Armas de Lima; desde Palacio de Gobierno, Fernando Belaúnde llamó a los ministros Roberto Dianderas, de guerra; Jorge Luna Ferreccio, de Marina y José Gagliardi Schiaffino, de aeronáutica y les pidió que se tomaran las medidas más drásticas. El ejército rompió las puertas de entrada e ingresó a Palacio de Gobierno; luego un grupo de militares al mando del comandante Enrique Gallegos llegó a las habitaciones y condujeron a Belaúnde hacia una camioneta que lo llevó al cuartel División Blindada. Otros tanques tomaron el local del Congreso, la prefectura, los locales de Acción Popular y del APRA, Radio Nacional, el Ministerio del Interior y las estaciones de Televisión.
A las 5 a. m. los ministros de estado logran reunirse en el Palacio de la Cancillería; faltaban el ministro de Guerra Dianderas y de Marina. Se acordó que el 2° vicepresidente Mario Polar asumiera la presidencia y se planteó destituir a todos los oficiales golpistas. A la 6 a. m. gran cantidad de oficiales de la Policía de Investigaciones rodearon el Palacio de la Cancillería y después irrumpieron violentamente en él. Los ministros salieron del local cantando el Himno Nacional. Mientras tanto, en el aeropuerto estaba listo para partir un avión APSA que los militares rebeldes habían preparado para huir en él en caso de que el golpe fracasara, o deportar en él al presidente Belaúnde si triunfaban.
A las 8 a. m. llegó el presidente Belaúnde custodiado por 3 oficiales y 20 investigadores, quienes lo obligaron a subir al avión. El depuesto mandatario fue conducido al Aeropuerto Internacional de Ezeiza, Argentina.
Juan Velasco Alvarado se proclamó como presidente del Gobierno Revolucionario de las Fuerzas Armadas. Acusó al gobierno de coludirse con los intereses del capital internacional y de no haber tenido la voluntad de realizar las reformas sociales que se consideraban necesarias.

## Acontecimientos
- El 24 de mayo de 1964 se produjo la tragedia del Estadio Nacional donde perecieron unas 300 personas.
- El 17 de octubre de 1966 ocurrió un terremoto que asoló Lima, Callao y la franja costera del norte hasta Supe, y cuyo epicentro estuvo frente a Huacho. Produjo también un tsunami. Su saldo fue de 220 muertos y 1.800 heridos.
- El 14 de diciembre de 1966 falleció en Nueva York el distinguido intelectual y diplomático Víctor Andrés Belaúnde (tío de Fernando), que llegó a presidir la Asamblea General de la Naciones Unidas.
- El 15 de agosto de 1967 falleció en París el expresidente Manuel Prado Ugarteche, que gobernó el Perú en dos periodos: 1939-1945 y 1956-1962.

## Autoridades

### Ministros
| Ministerio                           | Ministros | Periodo |
| ------------------------------------ | --- | --- |
| Presidencia del Consejo de Ministros | Julio Óscar Trelles Montes Fernando Schwalb López-Aldana Daniel Becerra de la Flor Edgardo Seoane Corrales Raúl Ferrero Rebagliati Oswaldo Hercelles García Miguel Mujica Gallo | 28 de julio de 1963 - 31 de diciembre de 1963 31 de diciembre de 1963 - 15 de septiembre de 1965 15 de septiembre de 1965 - 6 de septiembre de 1967 6 de septiembre de 1967 - 17 de noviembre de 1967 17 de noviembre de 1967 - 30 de mayo de 1968 30 de mayo de 1968 - 2 de octubre de 1968 2 de octubre de 1968 - 3 de octubre de 1968 |
| Relaciones Exteriores                | Fernando Schwalb López-Aldana Jorge Vásquez Salas Edgardo Seoane Corrales Raúl Ferrero Rebagliati Oswaldo Hercelles García Miguel Mujica Gallo | 28 de julio de 1963 - 15 de septiembre de 1965 15 de septiembre de 1965 - 6 de septiembre de 1967 6 de septiembre de 1967 - 17 de noviembre de 1967 17 de noviembre de 1967 - 30 de mayo de 1968 30 de mayo de 1968 - 2 de octubre de 1968 2 de octubre de 1968 - 3 de octubre de 1968 |
| Agricultura y alimentación           | Enrique Torres Llosa Víctor Ganoza Plaza Javier Silva Ruete Carlos Fernández Sessarego Rafael Cubas Vinatea Javier Silva Ruete Eduardo Villa Salcedo Fernando Calmell del Solar Orlando Olcese Pachas Federico Uranga Bustos                                                                          | 28 de julio de 1963 - 27 de julio de 1964 27 de julio de 1964 - 22 de febrero de 1965 22 de febrero de 1965 - 5 de julio de 1965 5 de julio de 1965 - 15 de septiembre de 1965 15 de septiembre de 1965 - 28 de octubre de 1966 28 de octubre de 1966 - 6 de junio de 1967 6 de junio de 1967 - 13 de noviembre de 1967 13 de noviembre de 1967 - 16 de noviembre de 1967 16 de noviembre de 1967 - 2 de octubre de 1968 2 de octubre de 1968 - 3 de octubre de 1968                                                           |
| Trabajo                              | Miguel Ángel Cussianovich Valderrama Frank Griffiths Escardó Miguel Dammert Muelle Manuel Velarde Aspíllaga Fernando Calmell del Solar Alfonso Grados Bertorini | 28 de julio de 1963 - 27 de julio de 1964 27 de julio de 1964 - 15 de septiembre de 1965 15 de septiembre de 1965 - 24 de noviembre de 1966 24 de noviembre de 1966 - 6 de septiembre de 1967 6 de septiembre de 1967 - 2 de octubre de 1968 2 de octubre de 1968 - 3 de octubre de 1968 |
| Hacienda y Comercio                  | Javier Salazar Villanueva Carlos Morales Macchiavello Sandro Mariátegui Chiappe Tulio de Andrea Marcazzolo Raúl Ferrero Rebagliati Francisco Morales Bermúdez Manuel Ulloa Elías | 28 de julio de 1963 - 14 de septiembre de 1964 14 de septiembre de 1964 - 15 de septiembre de 1965 15 de septiembre de 1965 - 8 de septiembre de 1967 8 de septiembre de 1967 - 23 de enero de 1968 29 de enero de 1968 - 20 de marzo de 1968 20 de marzo de 1968 - 1 de junio de 1968 1 de junio de 1968 - 3 de octubre de 1968 |
| Fomento y Obras Públicas             | Carlos Pestana Zevallos Carlos Morales Macchiavello Gastón Acurio Velarde Enrique Tola Mendoza Sixto Gutiérrez Chamorro Pablo Carriquiry Maurer Carlos Morales Macchiavello | 28 de julio de 1963 - 14 de septiembre de 1964 14 de septiembre de 1964 - 15 de septiembre de 1965 15 de septiembre de 1965 - 8 de septiembre de 1967 8 de septiembre de 1967 - 29 de enero de 1968 29 de enero de 1968 - 20 de marzo de 1968 20 de marzo de 1968 - 1 de junio de 1968 1 de junio de 1968 - 3 de octubre de 1968 |
| Salud Pública y Asistencia Social    | Javier Arias Stella Daniel Becerra de la Flor Javier Arias Stella Javier Correa Miller | 28 de julio de 1963 - 16 de septiembre de 1965 16 de septiembre de 1965 - 9 de septiembre de 1967 9 de septiembre de 1967 - 3 de octubre de 1968 3 de octubre de 1968 - 3 de octubre de 1968 |
| Justicia y Culto                     | Luis Bedoya Reyes Emilio Llosa Ricketts Carlos Fernández Sessarego Valentín Paniagua Corazao Roberto Ramírez del Villar Beaumont Javier de Belaúnde Ruiz de Somocurcio Luis Rodríguez Mariátegui Proaño José Morales Urresti Luis Lasarte Ferreyros Guillermo Hoyos Osores Elías Mendoza Habersperger | 28 de julio de 1963 - 31 de diciembre de 1963 31 de diciembre de 1963 - 4 de febrero de 1965 4 de febrero de 1965 - 15 de septiembre de 1965 15 de septiembre de 1965 - 21 de enero de 1966 21 de enero de 1966 - 25 de noviembre de 1966 25 de noviembre de 1966 - 6 de septiembre de 1967 6 de septiembre de 1967 - 17 de noviembre de 1967 17 de noviembre de 1967 - 23 de febrero de 1968 23 de febrero de 1968 - 1 de junio de 1968 1 de junio de 1968 - 2 de octubre de 1968 2 de octubre de 1968 - 3 de octubre de 1968 |
| Educación pública                    | Francisco Miró Quesada Cantuarias Ernesto Montagne Sánchez Carlos Cueto Fernandini José Navarro Grau Carlos Cueto Fernandini Enrique Tola Mendoza Octavio Mongrut Muñoz José Jiménez Borja | 28 de julio de 1963 – 3 de octubre de 1964 3 de octubre de 1964 - 30 de julio de 1965 30 de julio de 1965 - 15 de septiembre de 1965 15 de septiembre de 1965 - 15 de abril de 1966 15 de abril de 1966 - 30 de diciembre de 1966 30 de diciembre de 1966 - 6 de septiembre de 1967 6 de septiembre de 1967 - 1 de enero de 1968 1 de enero de 1968 - 3 de octubre de 1968 |
| Gobierno y Policía                   | Julio Óscar Trelles Montes Juan Languasco de Habich Miguel Rotalde de Romaña Octavio Mongrut Muñoz Javier Alva Orlandini Luis Alayza Escardó Luis Ponce Arenas Carlos Velarde Cabello Manuel Velarde Aspíllaga                                                                                        | 28 de julio de 1963 - 1 de enero de 1964 1 de enero de 1964 - 27 de julio de 1964 27 de julio de 1964 - 1 de agosto de 1965 1 de agosto de 1965 - 15 de noviembre de 1965 15 de noviembre de 1965 - 26 de octubre de 1966 26 de octubre de 1966 - 9 de julio de 1967 9 de julio de 1967 - 2 de julio de 1968 2 de julio de 1968 - 2 de octubre de 1968 2 de octubre de 1968 - 3 de octubre de 1968 |
| Aeronáutica                          | Carlos Granthon Cardona José Heighes Pérez Albela José Gagliardi Schiaffino | 28 de julio de 1963 - 15 de septiembre de 1965 15 de septiembre de 1965 - 6 de septiembre de 1967 6 de septiembre de 1967 - 3 de octubre de 1968 |
| Marina                               | Florencio Texeira Vela Luis Ponce Arenas Raúl Delgado Espantoso Jorge Luna Ferreccio | 28 de julio de 1963 - 15 de noviembre de 1965 15 de noviembre de 1965 - 9 de julio de 1967 9 de julio de 1967 - 1 de junio de 1968 1 de junio de 1968 - 3 de octubre de 1968 |
| Guerra                               | Julio Humberto Luna Ferreccio Italo Arbulú Samamé Julio Doig Sánchez Roberto Dianderas Chumbiauca | 28 de julio de 1963 - 15 de septiembre de 1965 15 de septiembre de 1965 - 6 de septiembre de 1967 6 de septiembre de 1967 - 1 de enero de 1968 1 de enero de 1968 - 3 de octubre de 1968 |